# PlusLiga (2014/2015)
PlusLiga 2014/2015 − 79. sezon siatkarskich mistrzostw Polski (15. sezon jako liga profesjonalna) organizowany przez PLPS SA pod egidą PZPS.
W sezonie 2014/2015 w Lidze Mistrzów Polskę reprezentować będą PGE Skra Bełchatów, Asseco Resovia Rzeszów i Jastrzębski Węgiel, natomiast w Pucharze CEV – ZAKSA Kędzierzyn-Koźle. Natomiast do Pucharu Challenge żadna z polskich drużyn postanowiła nie przystępować.

## System rozgrywek
Rozgrywki Plusligi obejmują dwie fazy:
- Faza zasadnicza – dwie rundy rozgrywane systemem „każdy z każdym – mecz i rewanż”
- Faza play-off – o tytuł Mistrza Polski grają zespoły, które po zakończeniu fazy zasadniczej rozgrywek zajęły w tabeli miejsca od 1 do 8. Zwycięzcy rywalizacji zagrają o miejsca 1-4, pokonani o miejsca 5-12. Zespoły, które po zakończeniu fazy zasadniczej zajęły w tabeli rozgrywek miejsca 11-14 i zagrają dwumecze o udział w rywalizacji o miejsca 5-12. Zwycięzcy zagrają o miejsca 5-12, pokonani o miejsca 13-14 (za wygranie meczu 3:0 lub 3:1 drużyny otrzymują 3 punkty meczowe, za wygranie meczu 3:2 drużyna wygrywająca otrzymuje 2 punkty meczowe, a drużyna przegrywająca 1 punkt meczowy. Gdy stan rywalizacji w meczach, po rozegraniu drugiego spotkania wyniesie, 1:1, o zwycięstwie w dwumeczu decyduje większa liczba punktów meczowych. Przy równej liczbie punktów meczowych będzie rozgrywany „złoty set” – tzn. set do 15 punktów z dwoma punktami przewagi jednej z drużyn). Zespoły z miejsc 9-10 po zakończeniu fazy zasadniczej rozegrają dwumecz na ww. zasadach. Zwycięzca dwumeczu zagra z przegranym w rywalizacji I rundy fazy play-off z miejsc 1-8, przegrany dwumeczu zagra z przegranym w rywalizacji I rundy fazy play-off z miejsc 2-7.

## Drużyny uczestniczące
| | PlusLiga 2014/2015          |    |     |
| --- | --------------------------- | -- | --- |
| BEŁ | PGE Skra Bełchatów          | 1  | LM  |
| RZE | Asseco Resovia Rzeszów      | 2  | LM  |
| JAS | Jastrzębski Węgiel          | 3  | LM  |
| KED | ZAKSA Kędzierzyn-Koźle      | 4  | CEV |
| OLS | Indykpol AZS Olsztyn        | 5  |     |
| WAR | AZS Politechnika Warszawska | 6  |     |
| RAD | Cerrad Czarni Radom         | 7  |     |
| KIE | Effector Kielce             | 8  |     |
| BYD | Transfer Bydgoszcz          | 9  |     |
| GDA | Lotos Trefl Gdańsk          | 10 |     |
| CZE | AZS Częstochowa             | 11 |     |
| BIE | BBTS Bielsko-Biała          | 12 |     |
| | Awans z I ligi              |    |     |
| LUB | Cuprum Lubin                | 3  |     |
| BĘD | MKS Banimex Będzin          | 4  |     |
| Oznaczenia: - kolumna pierwsza – skróty nazw drużyn wpisane na mapie (jeśli ta została zamieszczona), - kolumna trzecia – miejsce zajęte przez daną drużynę w poprzednim sezonie. |                             |    |     |

## Hale sportowe
| Klub                        | Hala sportowa                               | Liczba miejsc siedzących |
| --------------------------- | ------------------------------------------- | ------------------------ |
| Asseco Resovia Rzeszów      | Hala Podpromie                              | 4300                     |
| AZS Częstochowa             | Wielofunkcyjna hala sportowa                | 6356                     |
| AZS Politechnika Warszawska | Hala Torwar                                 | 4800                     |
| BBTS Bielsko-Biała          | Hala widowiskowo-sportowa                   | 4500                     |
| Cerrad Czarni Radom         | Hala sportowa MOSiR                         | 2500                     |
| Effector Kielce             | Hala Legionów                               | 4200                     |
| Indykpol AZS Olsztyn        | Hala Urania                                 | 1900                     |
| Jastrzębski Węgiel          | Hala widowiskowo-sportowa                   | 3007                     |
| Lotos Trefl Gdańsk          | Ergo Arena                                  | 11100                    |
| MKS Banimex Będzin          | Hala widowiskowo-sportowa MOSiR (Sosnowiec) | 2000                     |
| Cuprum Lubin                | Hala widowiskowo-sportowa                   | 3700                     |
| PGE Skra Bełchatów          | Hala Energia                                | 2700                     |
| Transfer Bydgoszcz          | Hala Łuczniczka                             | 6082                     |
| ZAKSA Kędzierzyn-Koźle      | Hala Azoty                                  | 3000                     |

## Rozgrywki

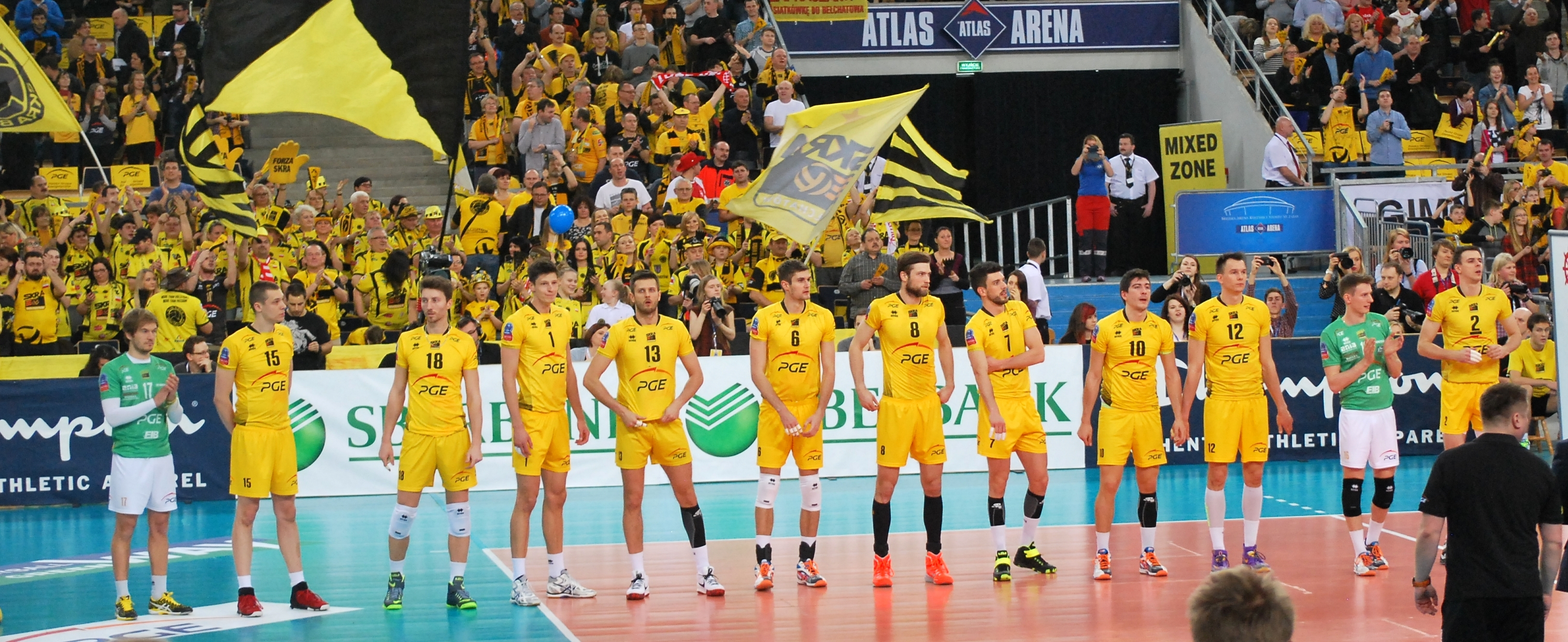
Zawodnicy PGE Skry Bełchatów w meczu ligowym z Asseco Resovią Rzeszów w Atlas Arenie, 13. kolejka, 30.11.2014

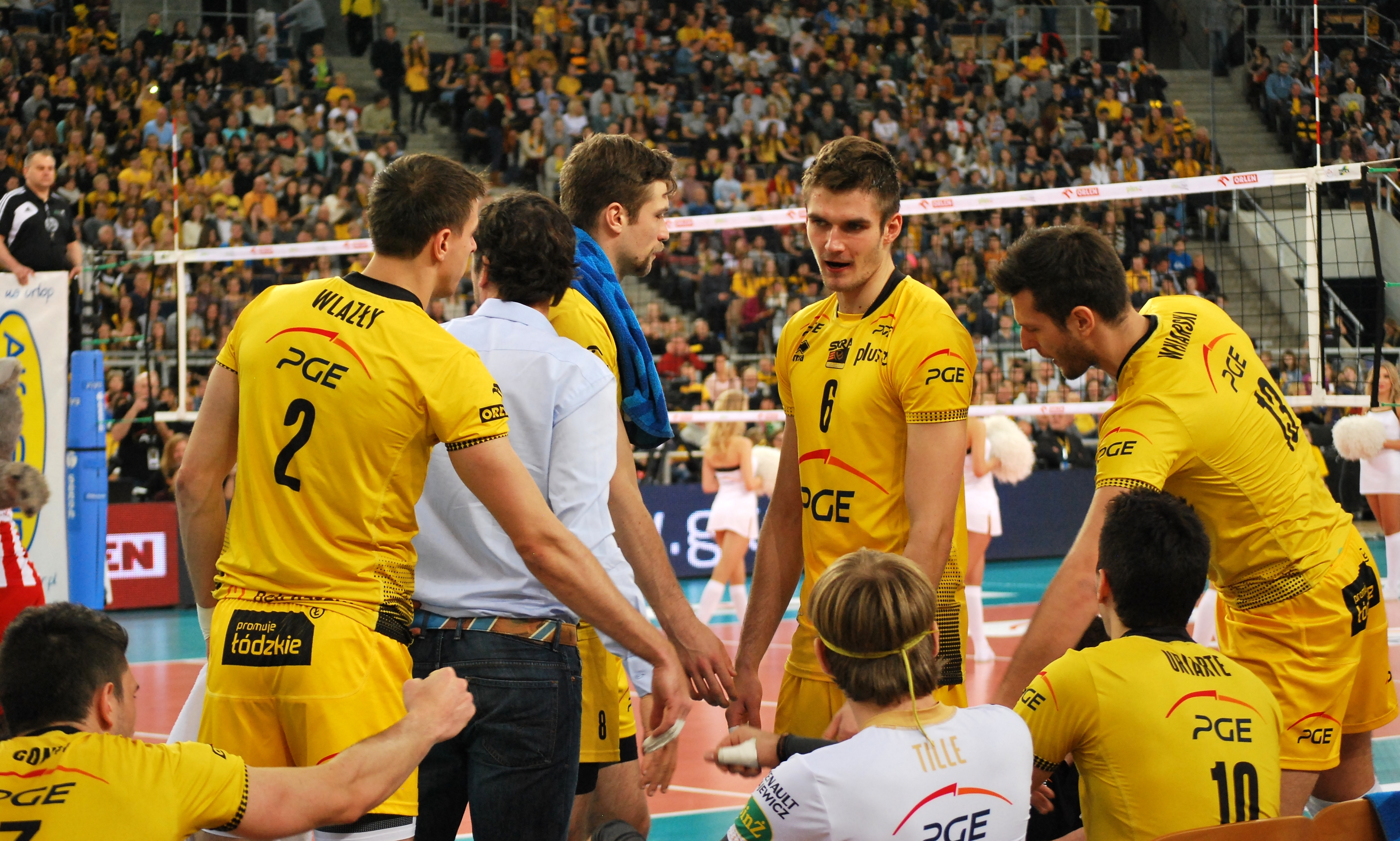
Zawodnicy PGE Skry Bełchatów w meczu ligowym z Asseco Resovią Rzeszów w Atlas Arenie, 13. kolejka, 30.11.2014

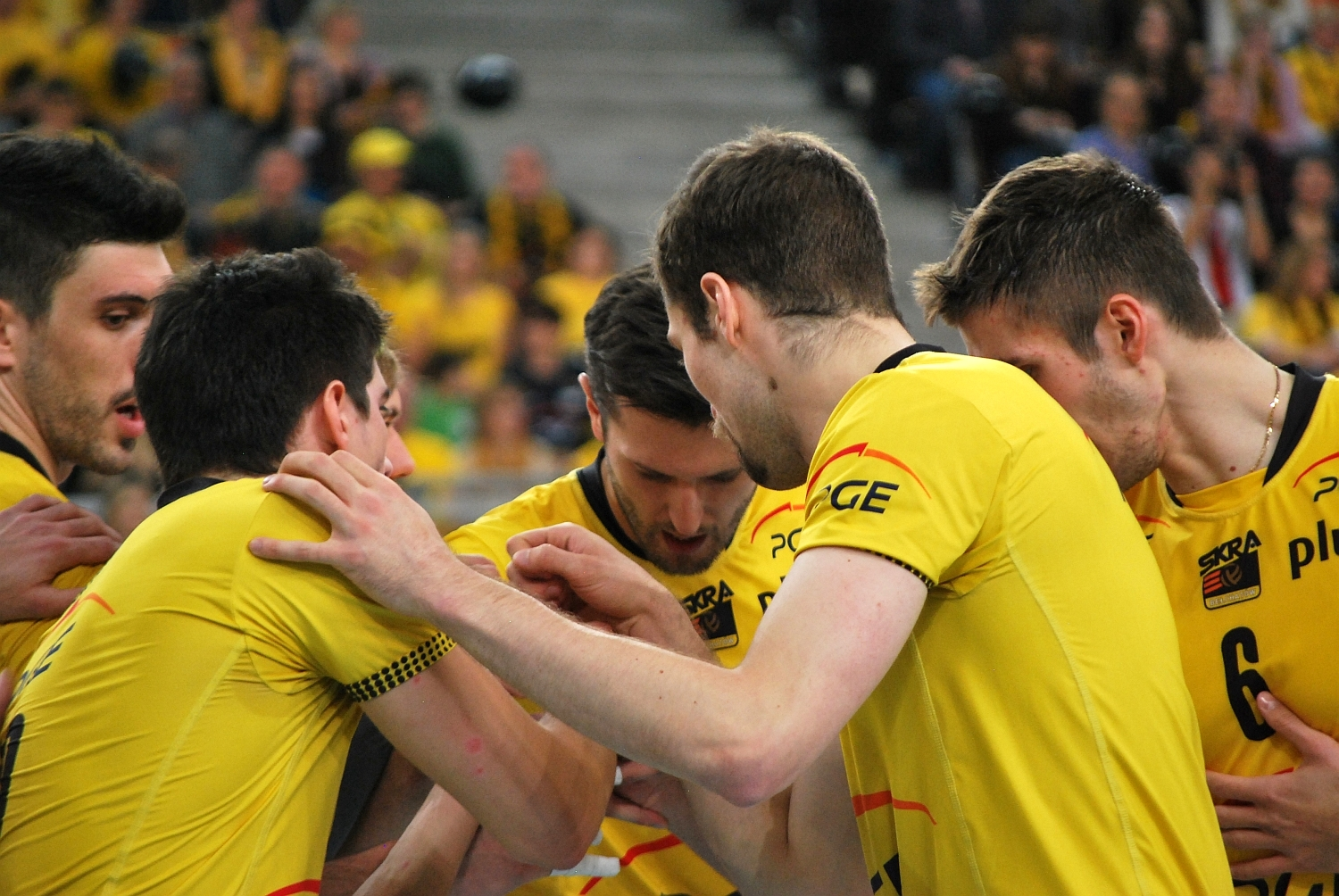
Zawodnicy PGE Skry Bełchatów w meczu ligowym z Asseco Resovią Rzeszów w Atlas Arenie, 13. kolejka, 30.11.2014

### Faza zasadnicza

#### Tabela wyników
| Gospodarz \ Gość1           | RZE | BEŁ | GDA | JAS | LUB | BYD | KED | RAD | WAR | OLS | BIE | KIE | CZE | BĘD |
| --------------------------- | --- | --- | --- | --- | --- | --- | --- | --- | --- | --- | --- | --- | --- | --- |
| Asseco Resovia Rzeszów      | -   | 3:1 | 3:1 | 3:2 | 2:3 | 3:0 | 3:0 | 3:2 | 3:1 | 3:0 | 3:0 | 3:1 | 3:0 | 3:1 |
| PGE Skra Bełchatów          | 3:0 | -   | 3:2 | 2:3 | 3:2 | 3:0 | 3:0 | 3:0 | 3:0 | 3:0 | 3:0 | 3:1 | 3:0 | 1:3 |
| Lotos Trefl Gdańsk          | 3:2 | 1:3 | -   | 3:1 | 0:3 | 3:2 | 3:0 | 3:0 | 3:2 | 3:1 | 2:3 | 3:0 | 0:3 | 3:0 |
| Jastrzębski Węgiel          | 0:3 | 0:3 | 2:3 | -   | 2:3 | 3:0 | 3:1 | 3:1 | 3:0 | 3:0 | 3:0 | 3:0 | 3:2 | 3:1 |
| Cuprum Lubin                | 1:3 | 0:3 | 1:3 | 1:3 | -   | 2:3 | 3:0 | 3:1 | 3:0 | 3:1 | 3:0 | 3:1 | 3:1 | 3:2 |
| Transfer Bydgoszcz          | 1:3 | 0:3 | 1:3 | 3:1 | 3:1 | -   | 2:3 | 3:0 | 2:3 | 3:0 | 3:1 | 3:0 | 3:1 | 3:0 |
| ZAKSA Kędzierzyn-Koźle      | 0:3 | 3:0 | 1:3 | 1:3 | 2:3 | 3:2 | -   | 3:0 | 3:1 | 3:1 | 3:0 | 3:0 | 3:0 | 3:0 |
| Czarni Radom                | 1:3 | 2:3 | 2:3 | 3:0 | 1:3 | 1:3 | 0:3 | -   | 2:3 | 3:1 | 3:1 | 2:3 | 3:0 | 3:0 |
| AZS Politechnika Warszawska | 0:3 | 0:3 | 3:1 | 2:3 | 3:1 | 1:3 | 1:3 | 0:3 | -   | 0:3 | 3:0 | 3:2 | 3:0 | 3:1 |
| Indykpol AZS Olsztyn        | 3:2 | 0:3 | 1:3 | 2:3 | 0:3 | 2:3 | 3:1 | 0:3 | 1:3 | -   | 3:2 | 3:0 | 3:2 | 3:2 |
| BBTS Bielsko-Biała          | 1:3 | 1:3 | 1:3 | 2:3 | 0:3 | 0:3 | 0:3 | 0:3 | 3:2 | 3:0 | -   | 3:2 | 3:2 | 3:0 |
| Effector Kielce             | 1:3 | 0:3 | 0:3 | 0:3 | 3:2 | 0:3 | 1:3 | 0:3 | 3:1 | 3:2 | 1:3 | -   | 0:3 | 3:2 |
| AZS Częstochowa             | 0:3 | 0:3 | 1:3 | 0:3 | 1:3 | 1:3 | 0:3 | 3:0 | 2:3 | 0:3 | 3:0 | 1:3 | -   | 3:2 |
| MKS Banimex Będzin          | 0:3 | 1:3 | 0:3 | 0:3 | 1:3 | 1:3 | 3:2 | 2:3 | 1:3 | 3:0 | 0:3 | 0:3 | 3:1 | -   |

Aktualizacja do dnia 22 lutego 2015
Źródło: plusliga.pl (pol.)
1 Drużyna gospodarzy jest wymieniona po lewej stronie tabeli.
Kolory:
  zwycięstwo gospodarzy 3:0 lub 3:1
  zwycięstwo gospodarzy 3:2
  zwycięstwo gości 3:0 lub 3:1
  zwycięstwo gości 3:2

#### Terminarz i wyniki
| Data        | Godz. | Gospodarz                   | Rezultat                                | Gość                         | Widzów | MVP                   |
| ----------- | ----- | --------------------------- | --------------------------------------- | ---------------------------- | ------ | --------------------- |
| 1. KOLEJKA  |       |                             |                                         |                              |        |                       |
| 03.10.2014  | 18:30 | AZS Częstochowa             | 0:3 (21:25, 18:25, 20:25                | ZAKSA Kędzierzyn-Koźle)      | 3000   | Paweł Zatorski        |
| 04.10.2014  | 14:45 | MKS Banimex Będzin          | 1:3 (21:25, 25:23, 13:25, 18:25         | PGE Skra Bełchatów)          | 1400   | Facundo Conte         |
| 04.10.2014  | 17:00 | Jastrzębski Węgiel          | 3:0 (25:23, 25:18, 25:18                | BBTS Bielsko-Biała)          | 1800   | Patryk Czarnowski     |
| 04.10.2014  | 17:00 | Transfer Bydgoszcz          | 2:3 (25:23, 25:21, 23:25, 16:25, 13:15  | AZS Politechnika Warszawska) | 1970   | Michał Filip          |
| 05.10.2014  | 15:30 | Lotos Trefl Gdańsk          | 3:1 (25:20, 15:25, 25:14, 25:23         | Indykpol AZS Olsztyn)        | 4480   | Wojciech Grzyb        |
| 05.10.2014  | 17:00 | Effector Kielce             | 0:3 (16:25, 22:25, 21:25                | Cerrad Czarni Radom)         | 3000   | Wojciech Żaliński     |
| 06.10.2014  | 18:00 | Cuprum Lubin                | 1:3 (20:25, 25:20, 17:25, 17:25         | Asseco Resovia Rzeszów)      | 3400   | Rafał Buszek          |
| 2. KOLEJKA  |       |                             |                                         |                              |        |                       |
| 10.10.2014  | 17:00 | Cuprum Lubin                | 0:3 (15:25, 20:25, 22:25                | PGE Skra Bełchatów)          | 3700   | Nicolás Uriarte       |
| 10.10.2014  | 18:00 | Lotos Trefl Gdańsk          | 3:0 (25:20, 25:20, 25:18                | ZAKSA Kędzierzyn-Koźle)      | 4711   | Sebastian Schwarz     |
| 11.10.2014  | 14:45 | Indykpol AZS Olsztyn        | 2:3 (25:20, 25:20, 23:25, 9:25, 12:15   | Transfer Bydgoszcz)          | 1700   | Jakub Jarosz          |
| 11.10.2014  | 17:00 | Jastrzębski Węgiel          | 3:2 (23:25, 25:18, 25:11, 26:28, 15:13  | AZS Częstochowa)             | 2200   | Michal Masný          |
| 11.10.2014  | 17:00 | Asseco Resovia Rzeszów      | 3:0 (25:15, 25:23, 25:19                | BBTS Bielsko-Biała)          | 4000   | Rafał Buszek          |
| 11.10.2014  | 17:00 | Cerrad Czarni Radom         | 3:0 (25:22, 25:17, 25:22                | MKS Banimex Będzin)          | 1300   | Dirk Westphal         |
| 11.10.2014  | 18:00 | AZS Politechnika Warszawska | 3:2) (13:25, 25:20, 19:25, 25:21, 19:17 | Effector Kielce              | 800    | Mateusz Sacharewicz   |
| 3. KOLEJKA  |       |                             |                                         |                              |        |                       |
| 15.10.2014  | 18:00 | Asseco Resovia Rzeszów      | 3:1 (19:25, 25:23, 26:24, 25:16)        | MKS Banimex Będzin           | 3900   | Fabian Drzyzga        |
| 15.10.2014  | 18:00 | Cerrad Czarni Radom         | 2:3 (22:25, 25:23, 25:23, 17:25, 11:15) | Lotos Trefl Gdańsk           | 1300   | Wojciech Grzyb        |
| 15.10.2014  | 18:00 | Effector Kielce             | 0:3 (22:25, 21:25, 19:25)               | Transfer Bydgoszcz           | 900    | Paweł Woicki          |
| 15.10.2014  | 18:00 | Indykpol AZS Olsztyn        | 3:2 (25:22, 22:25, 25:18, 24:26, 15:13) | BBTS Bielsko-Biała           | 1400   | Grzegorz Szymański    |
| 15.10.2014  | 18:00 | Jastrzębski Węgiel          | 0:3 (25:22, 25:21, 25:22)               | PGE Skra Bełchatów           | 2700   | Nicolas Maréchal      |
| 15.10.2014  | 19:00 | ZAKSA Kędzierzyn-Koźle      | 2:3 (21:25, 23:25, 25:22, 26:24, 11:15) | Cuprum Lubin                 | 2557   | Ivan Borovnjak        |
| 15.10.2014  | 20:30 | AZS Politechnika Warszawska | 3:0 (25:18, 25:23, 28:26)               | AZS Częstochowa              | 750    | Michał Filip          |
| 4. KOLEJKA  |       |                             |                                         |                              |        |                       |
| 18.10.2014  | 14:45 | Asseco Resovia Rzeszów      | 3:2 (25:27, 25:15, 18:25, 25:22, 15:12) | Jastrzębski Węgiel           | 4500   | Nikołaj Penczew       |
| 18.10.2014  | 17:00 | AZS Częstochowa             | 3:0 (25:21, 25:19, 25:22)               | Cerrad Czarni Radom          | 2200   | Rafał Szymura         |
| 18.10.2014  | 18:00 | Cuprum Lubin                | 3:1 (21:25, 25:23, 25:23, 25:20)        | Indykpol AZS Olsztyn         | 1950   | Szymon Romać          |
| 18.10.2014  | 18:00 | MKS Banimex Będzin          | 1:3 (16:25, 25:18, 17:25, 13:25)        | Transfer Bydgoszcz           | 1200   | Konstantin Čupković   |
| 19.10.2014  | 14:45 | PGE Skra Bełchatów          | 3:0 (25:12, 25:21, 25:21)               | ZAKSA Kędzierzyn-Koźle       | 2700   | Mariusz Wlazły        |
| 19.10.2014  | 15:30 | Lotos Trefl Gdańsk          | 3:0 (25:16, 25:15, 25:19)               | Effector Kielce              | 3394   | Murphy Troy           |
| 18.10.2014  | 17:30 | BBTS Bielsko-Biała          | 3:2 (26:24, 24:26, 25:19, 26:28, 16:14) | AZS Politechnika Warszawska  | 1800   | Kamil Kwasowski       |
| 5. KOLEJKA  |       |                             |                                         |                              |        |                       |
| 22.10.2014  | 18:00 | Cerrad Czarni Radom         | 3:1 (25:27, 25:21, 25:23, 26:24)        | BBTS Bielsko-Biała           | 1200   | Bartłomiej Bołądź     |
| 22.10.2014  | 18:00 | Effector Kielce             | 0:3 (23:25, 37:39, 22:25)               | AZS Częstochowa              | 1000   | Miguel Ángel de Amo   |
| 22.10.2014  | 18:00 | Indykpol AZS Olsztyn        | 0:3 (18:25, 14:25, 15:25)               | PGE Skra Bełchatów           | 2390   | Kacper Piechocki      |
| 22.10.2014  | 18:00 | Jastrzębski Węgiel          | 3:1 (25:18, 25:12, 23:25, 25:18)        | MKS Banimex Będzin           | 2200   | Michal Masný          |
| 22.10.2014  | 18:00 | Transfer Bydgoszcz          | 1:3 (25:22, 30:32, 23:25, 21:25)        | Lotos Trefl Gdańsk           | 2050   | Damian Schulz         |
| 22.10.2014  | 19:00 | AZS Politechnika Warszawska | 3:1 (25:17, 25:20, 17:25, 25:15)        | Cuprum Lubin                 | 900    | Piotr Lipiński        |
| 22.10.2014  | 20:30 | ZAKSA Kędzierzyn-Koźle      | 0:3 (26:28, 23:25, 18:25)               | Asseco Resovia Rzeszów       | 2500   | Rafał Buszek          |
| 6. KOLEJKA  |       |                             |                                         |                              |        |                       |
| 25.10.2014  | 15:00 | PGE Skra Bełchatów          | 3:0 (25:17, 26:24, 25:16)               | AZS Politechnika Warszawska  | 2700   | Nicolás Uriarte       |
| 25.10.2014  | 17:00 | Asseco Resovia Rzeszów      | 3:0 (25:20, 25:16, 29:27)               | Indykpol AZS Olsztyn         | 4200   | Marko Ivović          |
| 25.10.2014  | 18:00 | Cuprum Lubin                | 3:1 (25:22, 25:22, 21:25, 25:21)        | Cerrad Czarni Radom          | 2000   | Dmitro Pashytskyy     |
| 25.10.2014  | 18:00 | Jastrzębski Węgiel          | 3:1 (19:25, 25:18, 25:16, 25:18)        | ZAKSA Kędzierzyn-Koźle       | 2800   | Michał Łasko          |
| 25.10.2014  | 19:00 | Lotos Trefl Gdańsk          | 3:0 (25:20, 26:24, 25:23)               | MKS Banimex Będzin           | 2476   | Mateusz Mika          |
| 26.10.2014  | 14:45 | BBTS Bielsko-Biała          | 3:2 (21:25, 25:19, 25:22, 21:25, 15:11) | Effector Kielce              | 1000   | Jose Luiz González    |
| 26.10.2014  | 18:00 | AZS Częstochowa             | 1:3 (25:17, 18:25, 16:25, 22:25)        | Transfer Bydgoszcz           | 3100   | Dawid Gunia           |
| 7. KOLEJKA  |       |                             |                                         |                              |        |                       |
| 29.10.2014  | 18:00 | Effector Kielce             | 3:2 (25:22, 13:25, 21:25, 25:20, 16:14) | Cuprum Lubin                 | 1000   | Mateusz Bieniek       |
| 29.10.2014  | 18:00 | Indykpol AZS Olsztyn        | 2:3 (24:26, 7:25, 27:25, 30:28, 11:15)  | Jastrzębski Węgiel           | 1800   | Krzysztof Gierczyński |
| 29.10.2014  | 18:00 | Transfer Bydgoszcz          | 3:1 (25:17, 18:25, 25:17, 25:19)        | BBTS Bielsko-Biała           | 1936   | Konstantin Čupković   |
| 29.10.2014  | 18:30 | AZS Częstochowa             | 1:3 (25:23, 25:21, 25:19, 25:21)        | Lotos Trefl Gdańsk           | 1300   | Marco Falaschi        |
| 29.10.2014  | 19:00 | AZS Politechnika Warszawska | 0:3 (18:25, 17:25, 19:25)               | Asseco Resovia Rzeszów       | 4000   | Fabian Drzyzga        |
| 29.10.2014  | 19:00 | ZAKSA Kędzierzyn-Koźle      | 3:0 (25:22, 25:15, 25:16)               | MKS Banimex Będzin           | 2000   | Dick Kooy             |
| 29.10.2014  | 20:30 | Cerrad Czarni Radom         | 2:3 (17:25, 25:23, 25:22, 18:25, 9:15)  | PGE Skra Bełchatów           | 1300   | Karol Kłos            |
| 8. KOLEJKA  |       |                             |                                         |                              |        |                       |
| 07.11.2014  | 18:30 | BBTS Bielsko-Biała          | 1:3 (25:20, 19:25, 14:25, 22:25)        | Lotos Trefl Gdańsk           | 1900   | Mateusz Mika          |
| 08.11.2014  | 14:45 | AZS Politechnika Warszawska | 2:3 (21:25, 18:25, 25:22, 25:22, 18:20) | Jastrzębski Węgiel           | 3100   | Michal Masný          |
| 08.11.2014  | 15:00 | PGE Skra Bełchatów          | 3:1 (18:25, 25:18, 25:23, 25:16)        | Effector Kielce              | 2500   | Srećko Lisinac        |
| 08.11.2014  | 17:00 | ZAKSA Kędzierzyn-Koźle      | 3:1 (32:34, 25:19, 25:15, 25:19)        | Indykpol AZS Olsztyn         | 1600   | Dominik Witczak       |
| 08.11.2014  | 18:00 | Cuprum Lubin                | 2:3 (25:23, 19:25, 21:25, 25:22, 11:15) | Transfer Bydgoszcz           | 2300   | Konstantin Čupković   |
| 08.11.2014  | 18:00 | MKS Banimex Będzin          | 3:1 (25:22, 14:25, 25:22, 25:18)        | AZS Częstochowa              | 1350   | Miłosz Hebda          |
| 09.11.2014  | 17:00 | Asseco Resovia Rzeszów      | 1:3 (26:28, 25:19, 21:25, 26:28))       | Cerrad Czarni Radom          | 1300   | Piotr Nowakowski      |
| 9. KOLEJKA  |       |                             |                                         |                              |        |                       |
| 12.11.2014  | 18:00 | Indykpol AZS Olsztyn        | 3:2 (25:22, 22:25, 25:21, 21:25, 15:7)) | MKS Banimex Będzin           | 1200   | Lévi Alves Cabral     |
| 12.11.2014  | 19:00 | ZAKSA Kędzierzyn-Koźle      | 3:1 (23:25, 25:20, 25:15, 25:23)        | AZS Politechnika Warszawska  | 1050   | Michał Ruciak         |
| 12.11.2014  | 18:00 | Jastrzębski Węgiel          | 3:1 (25:19, 25:22, 26:28, 25:20)        | Cerrad Czarni Radom          | 2000   | Michał Łasko          |
| 12.11.2014  | 18:00 | Effector Kielce             | 1:3 (13:25, 20:25, 25:22, 19:25)        | Asseco Resovia Rzeszów       | 3000   | Dawid Konarski        |
| 12.11.2014  | 20:30 | Transfer Bydgoszcz          | 0:3 (27:29, 23:25, 17:25)               | PGE Skra Bełchatów           | 6082   | Srećko Lisinac        |
| 12.11.2014  | 18:30 | Lotos Trefl Gdańsk          | 0:3 (16:25, 22:25, 20:25)               | Cuprum Lubin                 | 3030   | Marcel Gromadowski    |
| 12.11.2014  | 18:30 | AZS Częstochowa             | 3:0 (25:18, 25:22, 25:17)               | BBTS Bielsko-Biała           | 1100   | Artur Udrys           |
| 10. KOLEJKA |       |                             |                                         |                              |        |                       |
| 15.11.2014  | 18:00 | MKS Banimex Będzin          | 0:3 (19:25, 23:25, 21:25)               | BBTS Bielsko-Biała           | 1320   | Bartłomiej Neroj      |
| 15.11.2014  | 18:00 | Cuprum Lubin                | 3:1 (25:23, 25:14, 22:25, 25:19)        | AZS Częstochowa              | 2100   | Marcel Gromadowski    |
| 15.11.2014  | 14:45 | PGE Skra Bełchatów          | 3:2 (29:27, 25:19, 28:30, 19:25, 16:14) | Lotos Trefl Gdańsk           | 2700   | Mariusz Wlazły        |
| 15.11.2014  | 14:45 | Asseco Resovia Rzeszów      | 3:0 (25:18, 25:22, 25:20)               | Transfer Bydgoszcz           | 4400   | Jochen Schöps         |
| 15.11.2014  | 17:00 | Jastrzębski Węgiel          | 3:0 (25:19, 25:19, 25:21)               | Effector Kielce              | 2000   | Krzysztof Gierczyński |
| 15.11.2014  | 17:00 | ZAKSA Kędzierzyn-Koźle      | 3:0 (25:16, 25:22, 25:20)               | Cerrad Czarni Radom          | 2100   | Dick Kooy             |
| 15.11.2014  | 17:00 | Indykpol AZS Olsztyn        | 1:3 (15:25, 25:21, 30:32, 16:25)        | AZS Politechnika Warszawska  | 1500   | Bartłomiej Lemański   |
| 11. KOLEJKA |       |                             |                                         |                              |        |                       |
| 22.11.2014  | 17:00 | AZS Politechnika Warszawska | 3:1 (25:14, 16:25, 27:25, 25:20)        | MKS Banimex Będzin           | 1300   | Michał Filip          |
| 23.11.2014  | 17:00 | Cerrad Czarni Radom         | 3:1 (25:18, 14:25, 25:13, 25:22)        | Indykpol AZS Olsztyn         | 1300   | Bartłomiej Grzechnik  |
| 22.11.2014  | 17:00 | Effector Kielce             | 1:3 (17:25, 27:25, 20:25, 19:25)        | ZAKSA Kędzierzyn-Koźle       | 3000   | Paweł Zagumny         |
| 21.11.2014  | 18:00 | Transfer Bydgoszcz          | 3:1 (22:25, 27:25, 31:29, 25:22))       | Jastrzębski Węgiel           | 2615   | Konstantin Čupković   |
| 23.11.2014  | 18:00 | Lotos Trefl Gdańsk          | 3:2 (25:19, 22:25, 25:16, 14:25, 17:15) | Asseco Resovia Rzeszów       | 4500   | Murphy Troy           |
| 22.11.2014  | 17:00 | AZS Częstochowa             | 0:3 (23:25, 20:25, 20:25)               | PGE Skra Bełchatów           | 3000   | Maciej Muzaj          |
| 21.11.2014  | 18:00 | BBTS Bielsko-Biała          | 0:3 (17:25, 20:25, 24:26)               | Cuprum Lubin                 | 600    | Łukasz Kadziewicz     |
| 12. KOLEJKA |       |                             |                                         |                              |        |                       |
| 26.11.2014  | 19:00 | MKS Banimex Będzin          | 1:3 (28:26, 28:30, 22:25, 23:25)        | Cuprum Lubin                 | 950    | Grzegorz Łomacz       |
| 26.11.2014  | 18:00 | PGE Skra Bełchatów          | 3:0 (25:22, 25:17, 25:15)               | BBTS Bielsko-Biała           | 2200   | Facundo Conte         |
| 26.11.2014  | 18:00 | Asseco Resovia Rzeszów      | 3:0 (25:17, 25:16, 25:22)               | AZS Częstochowa              | 4000   | Nikołaj Penczew       |
| 26.11.2014  | 20:30 | Jastrzębski Węgiel          | 2:3 (25:20, 22:25, 19:25, 25:19, 15:17) | Lotos Trefl Gdańsk           | 2700   | Piotr Gacek           |
| 26.11.2014  | 19:00 | ZAKSA Kędzierzyn-Koźle      | 3:2 (25:23, 25:20, 20:25, 17:25, 15:9)  | Transfer Bydgoszcz           | 2000   | Paweł Zagumny         |
| 26.11.2014  | 18:00 | Indykpol AZS Olsztyn        | 3:0 (25:19, 25:20, 25:22)               | Effector Kielce              | 1000   | Michał Potera         |
| 26.11.2014  | 19:00 | AZS Politechnika Warszawska | 0:3 (19:25, 18:25, 29:31)               | Cerrad Czarni Radom          | 1500   | Lukas Kampa           |
| 13. KOLEJKA |       |                             |                                         |                              |        |                       |
| 03.12.2014  | 19:00 | MKS Banimex Będzin          | 0:3 (25:27, 24:26, 25:27)               | Effector Kielce              | 1000   | Adrian Buchowski      |
| 28.11.2014  | 18:00 | Transfer Bydgoszcz          | 3:0 (25:21, 25:21, 25:11)               | Cerrad Czarni Radom          | 2170   | Paweł Woicki          |
| 29.11.2014  | 18:00 | Lotos Trefl Gdańsk          | 3:2 (25:17, 21:25, 25:19, 20:25, 16:14) | AZS Politechnika Warszawska  | 4282   | Murphy Troy           |
| 30.11.2014  | 18:00 | AZS Częstochowa             | 0:3 (14:25, 18:25, 23:25)               | Indykpol AZS Olsztyn         | 1000   | Grzegorz Szymański    |
| 29.11.2014  | 19:00 | BBTS Bielsko-Biała          | 0:3 (18:25, 23:25, 18:25)               | ZAKSA Kędzierzyn-Koźle       | 1000   | Paweł Zagumny         |
| 30.11.2014  | 17:00 | Cuprum Lubin                | 1:3 (25:22, 20:25, 23:25, 16:25)        | Jastrzębski Węgiel           | 3650   | Damian Wojtaszek      |
| 30.11.2014  | 14:45 | PGE Skra Bełchatów          | 3:0 (25:19, 25:20, 25:20)               | Asseco Resovia Rzeszów       | 11000  | Nicolás Uriarte       |
| 14. KOLEJKA |       |                             |                                         |                              |        |                       |
| 06.12.2014  | 18:00 | PGE Skra Bełchatów          | 1:3 (26:24, 18:25, 20:25, 17:25)        | MKS Banimex Będzin           | 2000   | Miłosz Hebda          |
| 07.12.2014  | 14:45 | Asseco Resovia Rzeszów      | 2:3 (19:25, 23:25, 25:15, 25:15, 13:15) | Cuprum Lubin                 | 4000   | Szymon Romać          |
| 06.12.2014  | 17:00 | BBTS Bielsko-Biała          | 2:3 (25:23, 25:22, 20:25, 19:25, 15:17) | Jastrzębski Węgiel           | 2000   | Zbigniew Bartman      |
| 06.12.2014  | 17:00 | ZAKSA Kędzierzyn-Koźle      | 3:0 (25:21, 25:23, 25:16)               | AZS Częstochowa              | 1500   | Paweł Zagumny         |
| 06.12.2014  | 14:45 | Indykpol AZS Olsztyn        | 1:3 (20:25, 25:21, 12:25, 20:25)        | Lotos Trefl Gdańsk           | 1800   | Sebastian Schwarz     |
| 04.12.2014  | 19:00 | AZS Politechnika Warszawska | 1:3 (15:25, 19:25, 27:25, 23:25)        | Transfer Bydgoszcz           | 800    | Jakub Jarosz          |
| 08.12.2014  | 18:00 | Cerrad Czarni Radom         | 2:3 (25:22, 25:21, 29:31, 16:25, 12:15) | Effector Kielce              | 1300   | Adrian Buchowski      |
| 15. KOLEJKA |       |                             |                                         |                              |        |                       |
| 13.12.2014  | 18:00 | MKS Banimex Będzin          | 2:3 (25:19, 25:21, 24:26, 20:25, 8:15)  | Cerrad Czarni Radom          | 1100   | Daniel Pliński        |
| 12.12.2014  | 18:00 | Effector Kielce             | 3:1 (23:25, 27:25, 25:22, 25:20)        | AZS Politechnika Warszawska  | 1200   | Mateusz Bieniek       |
| 12.12.2014  | 18:00 | Transfer Bydgoszcz          | 3:0 (25:20, 25:22, 25:21)               | Indykpol AZS Olsztyn         | 2100   | Wojciech Jurkiewicz   |
| 13.12.2014  | 14:45 | ZAKSA Kędzierzyn-Koźle      | 1:3 (24:26, 16:25, 25:22, 22:25)        | Lotos Trefl Gdańsk           | 2000   | Murphy Troy           |
| 12.12.2014  | 16:30 | AZS Częstochowa             | 0:3 (21:25, 11:25, 20:25)               | Jastrzębski Węgiel           | 1300   | Michał Łasko          |
| 12.12.2014  | 18:00 | BBTS Bielsko-Biała          | 1:3 (20:25, 20:25, 25:23, 23:25)        | Asseco Resovia Rzeszów       | 2000   | Marko Ivović          |
| 13.12.2014  | 15:00 | PGE Skra Bełchatów          | 3:2 (19:25, 22:25, 25:19, 25:17, 15:10) | Cuprum Lubin                 | 2400   | Facundo Conte         |
| 16. KOLEJKA |       |                             |                                         |                              |        |                       |
| 20.12.2014  | 17:00 | MKS Banimex Będzin          | 0:3 (18:25, 17:25, 22:25)               | Asseco Resovia Rzeszów       | 1300   | Jochen Schöps         |
| 21.12.2014  | 14:45 | PGE Skra Bełchatów          | 2:3 (25:20, 27:29, 23:25, 25:18, 11:15) | Jastrzębski Węgiel           | 2700   | Mateusz Malinowski    |
| 20.12.2014  | 18:00 | Cuprum Lubin                | 3:0 (25:19, 25:22, 25:16)               | ZAKSA Kędzierzyn-Koźle       | 3520   | Szymon Romać          |
| 20.12.2014  | 17:00 | BBTS Bielsko-Biała          | 3:0 (25:16, 28:26, 25:19)               | Indykpol AZS Olsztyn         | 850    | Serhij Kapełuś        |
| 22.12.2014  | 18:00 | AZS Częstochowa             | 2:3 (21:25, 23:25, 25:17, 25:20, 10:15) | AZS Politechnika Warszawska  | 1500   | Aleksander Śliwka     |
| 19.12.2014  | 19:00 | Lotos Trefl Gdańsk          | 3:0 (25:10, 27:25, 25:15)               | Cerrad Czarni Radom          | 4000   | Marco Falaschi        |
| 20.12.2014  | 17:00 | Transfer Bydgoszcz          | 3:0 (25:14, 25:19, 25:18)               | Effector Kielce              | 2000   | Konstantin Čupković   |
| 17. KOLEJKA |       |                             |                                         |                              |        |                       |
| 28.12.2014  | 16:00 | Transfer Bydgoszcz          | 3:0 (25:18, 25:17, 25:18)               | MKS Banimex Będzin           | 2000   | Dawid Gunia           |
| 07.01.2014  | 18:00 | Effector Kielce             | 0:3 (9:25, 20:25, 22:25)                | Lotos Trefl Gdańsk           | 1200   | Marco Falaschi        |
| 28.12.2014  | 17:00 | Cerrad Czarni Radom         | 3:0 (25:18, 25:22, 25:18)               | AZS Częstochowa              | 1300   | Mikko Oivanen         |
| 28.12.2014  | 14:00 | AZS Politechnika Warszawska | 3:0 (25:16, 25:23, 25:22)               | BBTS Bielsko-Biała           | 1400   | Michał Filip          |
| 29.12.2014  | 18:00 | Indykpol AZS Olsztyn        | 0:3 (19:25, 17:25, 18:25)               | Cuprum Lubin                 | 1500   | Grzegorz Łomacz       |
| 30.12.2014  | 16:30 | ZAKSA Kędzierzyn-Koźle      | 3:0 (25:18, 25:18, 25:17)               | PGE Skra Bełchatów           | 3200   | Dick Kooy             |
| 28.12.2014  | 17:00 | Jastrzębski Węgiel          | 0:3 (24:26, 20:25, 10:25)               | Asseco Resovia Rzeszów       | 3000   | Nikołaj Penczew       |
| 18. KOLEJKA |       |                             |                                         |                              |        |                       |
| 02.01.2015  | 18:00 | MKS Banimex Będzin          | 0:3 (19:25, 19:25, 21:25)               | Jastrzębski Węgiel           | 1300   | Michal Masný          |
| 04.01.2015  | 14:45 | Asseco Resovia Rzeszów      | 3:0 (25:13, 25:22, 25:12)               | ZAKSA Kędzierzyn-Koźle       | 4300   | Marko Ivović          |
| 03.01.2015  | 15:00 | PGE Skra Bełchatów          | 3:0 (25:21, 25:14, 26:24)               | Indykpol AZS Olsztyn         | 2100   | Kacper Piechocki      |
| 03.01.2015  | 18:00 | Cuprum Lubin                | 3:0 (29:27, 25:17, 25:17)               | AZS Politechnika Warszawska  | 2800   | Szymon Romać          |
| 03.01.2015  | 14:45 | BBTS Bielsko-Biała          | 0:3 (17:25, 17:25, 19:25)               | Cerrad Czarni Radom          | 1000   | Dirk Westphal         |
| 04.01.2015  | 18:00 | AZS Częstochowa             | 1:3 (28:26, 16:25, 24:26, 21:25)        | Effector Kielce              | 1500   | Adrian Staszewski     |
| 03.01.2015  | 18:00 | Lotos Trefl Gdańsk          | 3:2 (20:25, 26:24, 16:25, 25:23, 15:10) | Transfer Bydgoszcz           | 5350   | Murphy Troy           |
| 19. KOLEJKA |       |                             |                                         |                              |        |                       |
| 09.01.2015  | 20:00 | MKS Banimex Będzin          | 0:3 (19:25, 18:25, 15:25)               | Lotos Trefl Gdańsk           | 280    | Murphy Troy           |
| 10.01.2015  | 17:00 | Transfer Bydgoszcz          | 3:1 (25:15, 22:25, 25:22, 25:22)        | AZS Częstochowa              | 2250   | Konstantin Čupković   |
| 10.01.2015  | 17:00 | Effector Kielce             | 1:3 (25:22, 17:25, 20:25, 37:39)        | BBTS Bielsko-Biała           | 1000   | Bartłomiej Neroj      |
| 10.01.2015  | 17:00 | Cerrad Czarni Radom         | 1:3 (21:25, 25:23, 23:25, 28:30)        | Cuprum Lubin                 | 1200   | Dmytro Paszycki       |
| 11.01.2015  | 14:45 | AZS Politechnika Warszawska | 0:3 (18:25, 22:25, 17:25)               | PGE Skra Bełchatów           | 5500   | Michał Winiarski      |
| 10.01.2015  | 14:00 | Indykpol AZS Olsztyn        | 3:2 (25:23, 25:15, 21:25, 19:25, 15:10) | Asseco Resovia Rzeszów       | 1800   | Grzegorz Szymański    |
| 09.01.2015  | 18:00 | ZAKSA Kędzierzyn-Koźle      | 1:3 (31:29, 19:25, 16:25, 15:25)        | Jastrzębski Węgiel           | 2650   | Michał Łasko          |
| 20. KOLEJKA |       |                             |                                         |                              |        |                       |
| 18.01.2015  | 14:45 | MKS Banimex Będzin          | 3:2 (18:25, 25:17, 27:25, 22:25, 15:9)  | ZAKSA Kędzierzyn-Koźle       | 1300   | Mikołaj Sarnecki      |
| 17.01.2015  | 17:00 | Jastrzębski Węgiel          | 3:0 (25:20, 25:20, 25:21)               | Indykpol AZS Olsztyn         | 2300   | Patryk Czarnowski     |
| 17.01.2015  | 14:45 | Asseco Resovia Rzeszów      | 3:1 (25:15, 21:25, 25:19, 25:14)        | AZS Politechnika Warszawska  | 4100   | Jochen Schöps         |
| 17.01.2015  | 18:00 | PGE Skra Bełchatów          | 3:0 (26:24, 25:19, 25:20)               | Cerrad Czarni Radom          | 2500   | Mariusz Wlazły        |
| 19.01.2015  | 18:00 | Cuprum Lubin                | 3:1 (27:29, 25:20, 25:20, 25:19)        | Effector Kielce              | 2100   | Ivan Borovnjak        |
| 17.01.2015  | 17:00 | BBTS Bielsko-Biała          | 0:3 (23:25, 15:25, 23:25)               | Transfer Bydgoszcz           | 1000   | Paweł Woicki          |
| 18.01.2015  | 15:30 | Lotos Trefl Gdańsk          | 0:3 (18:25, 16:25, 23:25)               | AZS Częstochowa              | 3300   | Guillaume Samica      |
| 21. KOLEJKA |       |                             |                                         |                              |        |                       |
| 23.01.2015  | 18:00 | AZS Częstochowa             | 3:2 (25:21, 24:26, 23:25, 25:21, 15:12) | MKS Banimex Będzin           | 1950   | Guillaume Samica      |
| 24.01.2015  | 18:00 | Lotos Trefl Gdańsk          | 2:3 (28:26, 22:25, 10:25, 25:23, 11:15  | BBTS Bielsko-Biała           | 2543   | Bartłomiej Neroj      |
| 24.01.2015  | 14:45 | Transfer Bydgoszcz          | 3:1 (25:17, 13:25, 25:14, 25:19)        | Cuprum Lubin                 | 2900   | Paweł Woicki          |
| 24.01.2015  | 17:00 | Effector Kielce             | 0:3 (28:30, 18:25, 20:25)               | PGE Skra Bełchatów           | 3000   | Nicolás Uriarte       |
| 24.01.2015  | 14:45 | Asseco Resovia Rzeszów      | 3:2 (23:25, 26:24, 19:25, 25:14, 15:12  | Cerrad Czarni Radom          | 4200   | Piotr Nowakowski      |
| 25.01.2015  | 17:00 | Jastrzębski Węgiel          | 3:0 (25:23, 25:18, 25:16)               | AZS Politechnika Warszawska  | 2200   | Grzegorz Kosok        |
| 24.01.2015  | 17:00 | Indykpol AZS Olsztyn        | 3:1 (26:24, 19:25, 25:17, 25:21)        | ZAKSA Kędzierzyn-Koźle       | 1800   | Paweł Adamajtis       |
| 22. KOLEJKA |       |                             |                                         |                              |        |                       |
| 02.02.2015  | 18:00 | MKS Banimex Będzin          | 3:0 (25:22, 25:19, 25:18)               | Indykpol AZS Olsztyn         | 1100   | Mikołaj Sarnecki      |
| 31.01.2015  | 17:00 | AZS Politechnika Warszawska | 1:3 (23:25, 25:21, 14:25, 21:25)        | ZAKSA Kędzierzyn-Koźle       | 2200   | Dick Kooy             |
| 31.01.2015  | 17:00 | Cerrad Czarni Radom         | 3:0 (25:22, 25:22, 25:22)               | Jastrzębski Węgiel           | 1300   | Mikko Oivanen         |
| 31.01.2015  | 16:00 | Asseco Resovia Rzeszów      | 3:1 (25:21, 28:30, 25:16, 25:18)        | Effector Kielce              | 3900   | Michał Żurek          |
| 31.01.2015  | 18:00 | PGE Skra Bełchatów          | 3:0 (25:16, 25:16, 25:15)               | Transfer Bydgoszcz           | 2500   | Karol Kłos            |
| 31.01.2015  | 14:45 | Cuprum Lubin                | 1:3 (18:25, 23:25, 25:23, 20:25)        | Lotos Trefl Gdańsk           | 3250   | Mateusz Mika          |
| 31.01.2015  | 17:00 | BBTS Bielsko-Biała          | 3:2 (23:25, 27:25, 20:25, 25:18, 15:12) | AZS Częstochowa              | 1000   | Bartłomiej Neroj      |
| 23. KOLEJKA |       |                             |                                         |                              |        |                       |
| 04.02.2015  | 18:00 | BBTS Bielsko-Biała          | 3:0 (25:19, 25:23, 25:22)               | MKS Banimex Będzin           | 800    | Bartosz Buniak        |
| 04.02.2015  | 18:30 | AZS Częstochowa             | 1:3 (23:25, 21:25, 25:21, 20:25)        | Cuprum Lubin                 | 1250   | Grzegorz Łomacz       |
| 04.02.2015  | 20:30 | Lotos Trefl Gdańsk          | 1:3 (25:18, 25:27, 19:25, 22:25)        | PGE Skra Bełchatów           | 10635  | Nicolás Uriarte       |
| 04.02.2015  | 18:00 | Transfer Bydgoszcz          | 1:3 (24:26, 25:21, 23:25, 21:25         | Asseco Resovia Rzeszów       | 5000   | Marko Ivović          |
| 04.02.2015  | 18:00 | Effector Kielce             | 0:3 (22:25, 16:25, 16:25)               | Jastrzębski Węgiel           | 1500   | Mateusz Malinowski    |
| 04.02.2015  | 18:00 | Cerrad Czarni Radom         | 0:3 (34:36, 23:25, 21:25)               | ZAKSA Kędzierzyn-Koźle       | 1300   | Lucas Lóh             |
| 04.02.2015  | 19:00 | AZS Politechnika Warszawska | 0:3 (25:27, 22:25, 18:25)               | Indykpol AZS Olsztyn         | 800    | Miłosz Zniszczoł      |
| 24. KOLEJKA |       |                             |                                         |                              |        |                       |
| 07.02.2015  | 18:00 | MKS Banimex Będzin          | 1:3 (22:25, 18:25, 22:25, 21:25)        | AZS Politechnika Warszawska  | 1250   | Aleksander Śliwka     |
| 09.02.2015  | 18:00 | Indykpol AZS Olsztyn        | 0:3 (22:25, 21:25, 18:25)               | Cerrad Czarni Radom          | 1200   | Wojciech Żaliński     |
| 07.02.2015  | 17:00 | ZAKSA Kędzierzyn-Koźle      | 3:0 (25:15, 25:20, 25:21)               | Effector Kielce              | 1300   | Dick Kooy             |
| 07.02.2015  | 17:00 | Jastrzębski Węgiel          | 3:0 (27:25, 25:23, 25:23)               | Transfer Bydgoszcz           | 2000   | Guillaume Quesque     |
| 07.02.2015  | 17:30 | Asseco Resovia Rzeszów      | 3:1 (25:19, 25:22, 19:25, 26:24)        | Lotos Trefl Gdańsk           | 4300   | Nikołaj Penczew       |
| 07.02.2015  | 15:00 | PGE Skra Bełchatów          | 3:0 (25:23, 25:23, 25:23)               | AZS Częstochowa              | 2500   | Mariusz Wlazły        |
| 07.02.2015  | 15:00 | Cuprum Lubin                | 3:0 (25:21, 25:21, 25:21)               | BBTS Bielsko-Biała           | 1955   | Jeroen Trommel        |
| 25. KOLEJKA |       |                             |                                         |                              |        |                       |
| 14.02.2015  | 18:00 | Cuprum Lubin                | 3:2 (27:29, 25:15, 25:14, 22:25, 15:12) | MKS Banimex Będzin           | 1725   | Szymon Romać          |
| 14.02.2015  | 17:00 | BBTS Bielsko-Biała          | 1:3 (20:25, 17:25, 25:20, 22:25)        | PGE Skra Bełchatów           | 3000   | Facundo Conte         |
| 14.02.2015  | 17:00 | AZS Częstochowa             | 0:3 (23:25, 21:25, 23:25)               | Asseco Resovia Rzeszów       | 1800   | Jochen Schoeps        |
| 15.02.2015  | 14:45 | Lotos Trefl Gdańsk          | 3:1 (25:20, 23:25, 25:17, 30:28)        | Jastrzębski Węgiel           | 6600   | Mateusz Mika          |
| 13.02.2015  | 18:00 | Transfer Bydgoszcz          | 2:3 (20:25, 19:25, 30:28, 25:23, 13:15) | ZAKSA Kędzierzyn-Koźle       | 3100   | Paweł Zagumny         |
| 15.02.2015  | 17:00 | Effector Kielce             | 3:2 (21:25, 20:25, 25:20, 25:17, 15:11) | Indykpol AZS Olsztyn         | 1000   | Grzegorz Pająk        |
| 13.02.2015  | 18:00 | Cerrad Czarni Radom         | 2:3 (25:17, 26:28, 17:25, 25:23, 12:15) | AZS Politechnika Warszawska  | 1100   | Paweł Mikołajczak     |
| 26. KOLEJKA |       |                             |                                         |                              |        |                       |
| 21.02.2015  | 17:00 | Effector Kielce             | 3:2 (25:12, 25:22, 21:25, 22:25, 15:11) | MKS Banimex Będzin           | 1000   | Mateusz Bieniek       |
| 22.02.2015  | 17:00 | Cerrad Czarni Radom         | 1:3 (25:17, 22:25, 23:25, 21:25)        | Transfer Bydgoszcz           | 1100   | Nikodem Wolański      |
| 21.02.2015  | 17:00 | AZS Politechnika Warszawska | 3:1 (22:25, 26:24, 25:22, 30:28)        | Lotos Trefl Gdańsk           | 3000   | Waldemar Świrydowicz  |
| 20.02.2015  | 18:00 | Indykpol AZS Olsztyn        | 3:2 (22:25, 24:26, 25:17, 25:22, 15:12) | AZS Częstochowa              | 1200   | Bartosz Bednorz       |
| 21.02.2015  | 17:00 | ZAKSA Kędzierzyn-Koźle      | 3:0 (25:17, 25:15, 25:19)               | BBTS Bielsko-Biała           | 1900   | Dominik Witczak       |
| 21.02.2015  | 17:00 | Jastrzębski Węgiel          | 2:3 (28:30, 25:20, 20:25, 28:26, 14:16) | Cuprum Lubin                 | 1600   | Grzegorz Łomacz       |
| 21.02.2015  | 14:45 | Asseco Resovia Rzeszów      | 3:1 (23:25, 37:35, 25:23, 25:15)        | PGE Skra Bełchatów           | 4300   | Fabian Drzyzga        |

#### Tabela
| Lp. | Drużyna                     | Pkt | Mecze | Mecze | Mecze | Rodzaj wyniku | Rodzaj wyniku | Rodzaj wyniku | Rodzaj wyniku | Rodzaj wyniku | Rodzaj wyniku | Sety | Sety | Sety  | Małe punkty | Małe punkty | Małe punkty |
| Lp. | Drużyna                     | Pkt | M     | W     | P     | 3:0           | 3:1           | 3:2           | 2:3           | 1:3           | 0:3           | wyg. | prz. | stos. | zdob.       | str.        | stos.       |
| --- | --------------------------- | --- | ----- | ----- | ----- | ------------- | ------------- | ------------- | ------------- | ------------- | ------------- | ---- | ---- | ----- | ----------- | ----------- | ----------- |
| 1   | Asseco Resovia Rzeszów      | 67  | 26    | 22    | 4     | 10            | 10            | 2             | 3             | 0             | 1             | 72   | 26   | 2.77  | 2323        | 2029        | 1.14        |
| 2   | PGE Skra Bełchatów          | 64  | 26    | 22    | 4     | 15            | 4             | 3             | 1             | 2             | 1             | 70   | 22   | 3.18  | 2194        | 1914        | 1.15        |
| 3   | Lotos Trefl Gdańsk          | 54  | 26    | 19    | 7     | 6             | 8             | 5             | 2             | 3             | 2             | 64   | 39   | 1.64  | 2370        | 2203        | 1.08        |
| 4   | Jastrzębski Węgiel          | 52  | 26    | 18    | 8     | 8             | 5             | 5             | 3             | 2             | 3             | 62   | 39   | 1.59  | 2360        | 2156        | 1.09        |
| 5   | Cuprum Lubin                | 50  | 26    | 17    | 9     | 6             | 7             | 4             | 3             | 5             | 1             | 62   | 42   | 1.48  | 2352        | 2273        | 1.03        |
| 6   | Transfer Bydgoszcz          | 50  | 26    | 16    | 10    | 6             | 8             | 2             | 4             | 2             | 4             | 58   | 42   | 1.38  | 2280        | 2148        | 1.06        |
| 7   | ZAKSA Kędzierzyn-Koźle      | 45  | 26    | 15    | 11    | 9             | 4             | 2             | 2             | 4             | 5             | 53   | 41   | 1.29  | 2127        | 2060        | 1.03        |
| 8   | Cerrad Czarni Radom         | 34  | 26    | 10    | 16    | 7             | 2             | 1             | 5             | 5             | 6             | 45   | 52   | 0.87  | 2162        | 2206        | 0.98        |
| 9   | AZS Politechnika Warszawska | 32  | 26    | 11    | 15    | 2             | 5             | 4             | 3             | 5             | 7             | 44   | 58   | 0.76  | 2208        | 2353        | 0.94        |
| 10  | Indykpol AZS Olsztyn        | 23  | 26    | 8     | 18    | 3             | 1             | 4             | 3             | 6             | 9             | 36   | 63   | 0.57  | 2077        | 2266        | 0.92        |
| 11  | BBTS Bielsko-Biała          | 22  | 26    | 8     | 18    | 3             | 1             | 4             | 2             | 5             | 11            | 33   | 63   | 0.52  | 2056        | 2233        | 0.92        |
| 12  | Effector Kielce             | 19  | 26    | 7     | 19    | 1             | 2             | 4             | 2             | 6             | 11            | 31   | 67   | 0.46  | 2086        | 2319        | 0.9         |
| 13  | AZS Częstochowa             | 18  | 26    | 5     | 21    | 4             | 0             | 1             | 4             | 7             | 10            | 30   | 65   | 0.46  | 2033        | 2224        | 0.91        |
| 14  | MKS Banimex Będzin          | 16  | 26    | 4     | 22    | 1             | 2             | 1             | 5             | 7             | 10            | 29   | 70   | 0.41  | 2064        | 2308        | 0.89        |

Aktualizacja do dnia 22 lutego 2015
Źródło: plusliga.pl (pol.)
Punktacja: 3:0 i 3:1 – 3 pkt; 3:2 – 2 pkt; 2:3 – 1 pkt; 1:3 i 0:3 – 0 pkt
Zasady ustalania kolejności: 1. liczba punktów; 2. stosunek setów; 3. stosunek małych punktów; 4. bilans w bezpośrednich meczach
     ćwierćfinał
     mecze o miejsce 5-12.
     baraże do rywalizacji o miejsca 5-12.

### Faza play-off

#### Drabinka
|  | Ćwierćfinały | Ćwierćfinały           | Ćwierćfinały | Ćwierćfinały | Ćwierćfinały | Ćwierćfinały |  |  | Półfinały | Półfinały              | Półfinały | Półfinały | Półfinały | Półfinały | Półfinały | Półfinały | Półfinały | Półfinały |  |  |  | Finały | Finały                 | Finały | Finały | Finały | Finały | Finały | Finały | Finały | Finały |
|  |              |                        |              |              |              |              |  |  |           |                        |           |           |           |           |           |           |           |           |  |  |  |        |                        |        |        |        |        |        |        |        |        |
|  |              |                        |              |              |              |              |  |  |           |                        |           |           |           |           |           |           |           |           |  |  |  |        |                        |        |        |        |        |        |        |        |        |
|  |              |                        |              |              |              |              |  |  |           |                        |           |           |           |           |           |           |           |           |  |  |  |        |                        |        |        |        |        |        |        |        |        |
|  | 1            | Asseco Resovia Rzeszów | 2            | 3            | 3            |              |  |  |           |                        |           |           |           |           |           |           |           |           |  |  |  |        |                        |        |        |        |        |        |        |        |        |
|  | 8            | Cerrad Czarni Radom    | 0            | 2            | 0            |              |  |  |           |                        |           |           |           |           |           |           |           |           |  |  |  |        |                        |        |        |        |        |        |        |        |        |
|  |              |                        |              |              |              |              |  |  | 1         | Asseco Resovia Rzeszów | 3         | 3         | 3         | 3         |           |           |           |           |  |  |  |        |                        |        |        |        |        |        |        |        |        |
|  |              |                        |              |              |              |              |  |  | 4         | Jastrzębski Węgiel     | 0         | 1         | 1         | 1         |           |           |           |           |  |  |  |        |                        |        |        |        |        |        |        |        |        |
|  | 4            | Jastrzębski Węgiel     | 2            | 0            | 3            | 3            |  |  |           |                        |           |           |           |           |           |           |           |           |  |  |  |        |                        |        |        |        |        |        |        |        |        |
|  | 5            | Cuprum Lubin           | 1            | 3            | 1            | 2            |  |  |           |                        |           |           |           |           |           |           |           |           |  |  |  |        |                        |        |        |        |        |        |        |        |        |
|  |              |                        |              |              |              |              |  |  |           |                        |           |           |           |           |           |           |           |           |  |  |  | 1      | Asseco Resovia Rzeszów | 3      | 3      | 3      | 3      |        |        |        |        |
|  |              |                        |              |              |              |              |  |  |           |                        |           |           |           |           |           |           |           |           |  |  |  | 3      | Lotos Trefl Gdańsk     | 0      | 0      | 2      | 1      |        |        |        |        |
|  | 2            | PGE Skra Bełchatów     | 2            | 3            | 3            |              |  |  |           |                        |           |           |           |           |           |           |           |           |  |  |  |        |                        |        |        |        |        |        |        |        |        |
|  | 7            | ZAKSA Kędzierzyn-Koźle | 0            | 0            | 0            |              |  |  |           |                        |           |           |           |           |           |           |           |           |  |  |  |        |                        |        |        |        |        |        |        |        |        |
|  |              |                        |              |              |              |              |  |  | 2         | PGE Skra Bełchatów     | 1         | 2         | 3         | 0         | 2         |           |           |           |  |  |  |        |                        |        |        |        |        |        |        |        |        |
|  |              |                        |              |              |              |              |  |  | 3         | Lotos Trefl Gdańsk     | 3         | 3         | 1         | 3         | 3         |           |           |           |  |  |  |        |                        |        |        |        |        |        |        |        |        |
|  | 3            | Lotos Trefl Gdańsk     | 2            | 3            | 3            |              |  |  |           |                        |           |           |           |           |           |           |           |           |  |  |  | 2      | PGE Skra Bełchatów     | 3      | 3      | 3      | 2      | 2      | 3      |        |        |
|  | 6            | Transfer Bydgoszcz     | 0            | 1            | 1            |              |  |  |           |                        |           |           |           |           |           |           |           |           |  |  |  | 4      | Jastrzębski Węgiel     | 2      | 1      | 0      | 3      | 3      | 1      |        |        |

#### I runda

##### Ćwierćfinały
(do 2 zwycięstw)
| Data       | Drużyna 1              | Wynik | Drużyna 2              | Sety                              |
| ---------- | ---------------------- | ----- | ---------------------- | --------------------------------- |
| 25.02.2015 | Cerrad Czarni Radom    | 2:3   | Asseco Resovia         | 25:23, 24:26, 23:25, 25:20, 11:15 |
| 28.02.2015 | Asseco Resovia         | 3:0   | Cerrad Czarni Radom    | 25:13, 25:16, 25:21               |
|            |                        |       |                        |                                   |
| 25.02.2015 | ZAKSA Kędzierzyn-Koźle | 0:3   | PGE Skra Bełchatów     | 23:25, 10:25, 22:25               |
| 28.02.2015 | PGE Skra Bełchatów     | 3:0   | ZAKSA Kędzierzyn-Koźle | 25:18, 25:20, 27:25               |
|            |                        |       |                        |                                   |
| 28.02.2015 | Transfer Bydgoszcz     | 1:3   | Lotos Trefl Gdańsk     | 25:27, 23:25, 35:33, 16:25        |
| 03.03.2015 | Lotos Trefl Gdańsk     | 3:1   | Transfer Bydgoszcz     | 25:22, 20:25, 25:18, 25:16        |
|            |                        |       |                        |                                   |
| 25.02.2015 | MKS Cuprum Lubin       | 3:0   | Jastrzębski Węgiel     | 28:26, 25:22, 25:22               |
| 28.02.2015 | Jastrzębski Węgiel     | 3:1   | MKS Cuprum Lubin       | 19:25, 30:28, 25:17, 25:20        |
| 01.03.2015 | Jastrzębski Węgiel     | 3:2   | MKS Cuprum Lubin       | 25:12, 20:25, 25:23, 20:25, 15:11 |

##### Mecze o rozstawienie 9-10
(dwumecz)
| Data       | Drużyna 1                   | Wynik | Drużyna 2                   | Sety                              |
| ---------- | --------------------------- | ----- | --------------------------- | --------------------------------- |
| 25.02.2015 | Indykpol AZS Olsztyn        | 3:2   | AZS Politechnika Warszawska | 23:25, 25:23, 14:25, 25:18, 18:16 |
| 01.03.2015 | AZS Politechnika Warszawska | 3:0   | Indykpol AZS Olsztyn        | 25:15, 25:11, 25:18               |

##### Baraże o miejsca 5-12
(dwumecz)
| Data       | Drużyna 1          | Wynik | Drużyna 2          | Sety                              |
| ---------- | ------------------ | ----- | ------------------ | --------------------------------- |
| 25.02.2015 | MKS Banimex Będzin | 3:2   | BBTS Bielsko-Biała | 22:25, 25:19, 18:25, 25:15, 15:13 |
| 28.02.2015 | BBTS Bielsko-Biała | 0:3   | MKS Banimex Będzin | 21:25, 19:25, 13:25               |
|            |                    |       |                    |                                   |
| 27.02.2015 | AZS Częstochowa    | 0:3   | Effector Kielce    | 23:25, 20:25, 28:30               |
| 03.03.2015 | Effector Kielce    | 3:0   | AZS Częstochowa    | 25:17, 25:19, 25:11               |

#### II runda

##### Półfinały
(do 3 zwycięstw)
| Data       | Drużyna 1          | Wynik | Drużyna 2          | Sety                              |
| ---------- | ------------------ | ----- | ------------------ | --------------------------------- |
| 08.03.2015 | Asseco Resovia     | 3:1   | Jastrzębski Węgiel | 25:16, 22:25, 25:20, 25:21        |
| 17.03.2015 | Jastrzębski Węgiel | 1:3   | Asseco Resovia     | 34:32, 18:25, 16:25, 22:25        |
| 20.03.2015 | Asseco Resovia     | 3:1   | Jastrzębski Węgiel | 28:26, 25:18, 20:25, 25:23        |
|            |                    |       |                    |                                   |
| 07.03.2015 | PGE Skra Bełchatów | 2:3   | Lotos Trefl Gdańsk | 25:22, 30:32, 25:21, 22:25, 10:15 |
| 14.03.2015 | Lotos Trefl Gdańsk | 1:3   | PGE Skra Bełchatów | 18:25, 25:16, 26:28, 22:25        |
| 18.03.2015 | PGE Skra Bełchatów | 0:3   | Lotos Trefl Gdańsk | 21:25, 21:25, 19:25               |
| 04.04.2015 | Lotos Trefl Gdańsk | 3:2   | PGE Skra Bełchatów | 24:26, 27:25, 25:22, 21:25, 15:13 |

##### Mecze o miejsca 5-12
(dwumecz)
| Data       | Drużyna 1                   | Wynik | Drużyna 2                   | Sety                              |
| ---------- | --------------------------- | ----- | --------------------------- | --------------------------------- |
| 08.03.2015 | AZS Politechnika Warszawska | 1:3   | Cerrad Czarni Radom         | 17:25, 25:19, 23:25, 33:35        |
| 14.03.2015 | Cerrad Czarni Radom         | 0:3   | AZS Politechnika Warszawska | 19:25, 22:25, 21:25, (10:15)      |
|            |                             |       |                             |                                   |
| 07.03.2015 | Indykpol AZS Olsztyn        | 3:2   | ZAKSA Kędzierzyn-Koźle      | 21:25, 25:22, 25:20, 22:25, 15:12 |
| 17.03.2015 | ZAKSA Kędzierzyn-Koźle      | 3:0   | Indykpol AZS Olsztyn        | 25:17, 25:19, 25:14               |
|            |                             |       |                             |                                   |
| 09.03.2015 | MKS Banimex Będzin          | 1:3   | Transfer Bydgoszcz          | 14:25, 22:25, 25:18, 14:25        |
| 14.03.2015 | Transfer Bydgoszcz          | 3:1   | MKS Banimex Będzin          | 25:22, 21:25, 25:21, 25:16        |
|            |                             |       |                             |                                   |
| 06.03.2015 | Effector Kielce             | 3:2   | MKS Cuprum Lubin            | 25:14, 22:25, 25:20, 22:25, 15:12 |
| 13.03.2015 | MKS Cuprum Lubin            | 3:0   | Effector Kielce             | 27:25, 25:22, 25:20               |

#### III runda

##### Finał
(do 3 zwycięstw)
| Data       | Drużyna 1          | Wynik | Drużyna 2          | Sety                              |
| ---------- | ------------------ | ----- | ------------------ | --------------------------------- |
| 15.04.2015 | Asseco Resovia     | 3:0   | LOTOS Trefl Gdańsk | 25:22, 25:20, 25:23               |
| 24.04.2015 | LOTOS Trefl Gdańsk | 2:3   | Asseco Resovia     | 25:19, 19:25, 21:25, 25:23, 13:15 |
| 28.04.2015 | Asseco Resovia     | 3:1   | LOTOS Trefl Gdańsk | 19:25, 25:19, 27:25, 25:18        |

##### Mecz o 3. miejsce
(do 3 zwycięstw)
| Data       | Drużyna 1          | Wynik | Drużyna 2          | Sety                              |
| ---------- | ------------------ | ----- | ------------------ | --------------------------------- |
| 15.04.2015 | PGE Skra Bełchatów | 3:1   | Jastrzębski Węgiel | 20:25, 25:15, 25:23, 29:27        |
| 25.04.2015 | Jastrzębski Węgiel | 0:3   | PGE Skra Bełchatów | 21:25, 20:25, 20:25               |
| 29.04.2015 | PGE Skra Bełchatów | 2:3   | Jastrzębski Węgiel | 25:23, 17:25, 25:19, 18:25, 10:15 |
| 03.05.2015 | Jastrzębski Węgiel | 3:2   | PGE Skra Bełchatów | 25:20, 21:25, 26:24, 22:25, 15:12 |
| 06.05.2015 | PGE Skra Bełchatów | 3:1   | Jastrzębski Węgiel | 19:25, 25:23, 29:27, 25:22        |

##### Mecze o miejsca 5-8
(dwumecz)
| Data       | Drużyna 1                   | Wynik | Drużyna 2                   | Sety                              |
| ---------- | --------------------------- | ----- | --------------------------- | --------------------------------- |
| 20.03.2015 | AZS Politechnika Warszawska | 2:3   | Transfer Bydgoszcz          | 25:21, 21:25, 29:27, 21:25, 12:15 |
| 27.03.2015 | Transfer Bydgoszcz          | 3:0   | AZS Politechnika Warszawska | 25:18, 25:21, 25:21               |
|            |                             |       |                             |                                   |
| 20.03.2015 | KS Cuprum Lubin             | 1:3   | ZAKSA Kędzierzyn-Koźle      | 19:25, 25:23, 17:25, 22:25        |
| 01.04.2015 | ZAKSA Kędzierzyn-Koźle      | 3:0   | KS Cuprum Lubin             | 25:21, 25:19, 25:20               |

Mecz o 5. miejsce
| Data       | Drużyna 1              | Wynik | Drużyna 2              | Sety                         |
| ---------- | ---------------------- | ----- | ---------------------- | ---------------------------- |
| 11.04.2015 | ZAKSA Kędzierzyn-Koźle | 3:1   | Transfer Bydgoszcz     | 25:22, 25:22, 32:34, 25:22   |
| 17.04.2015 | Transfer Bydgoszcz     | 3:0   | ZAKSA Kędzierzyn-Koźle | 25:22, 25:22, 25:23, (15:12) |

Mecz o 7. miejsce
| Data       | Drużyna 1                   | Wynik | Drużyna 2                   | Sety                       |
| ---------- | --------------------------- | ----- | --------------------------- | -------------------------- |
| 12.04.2015 | AZS Politechnika Warszawska | 1:3   | KS Cuprum Lubin             | 21:25, 23:25, 25:21, 20:25 |
| 17.04.2015 | KS Cuprum Lubin             | 3:1   | AZS Politechnika Warszawska | 25:15, 23:25, 25:20, 25:22 |

##### Mecze o miejsca 9-12
(dwumecz)
| Data       | Drużyna 1            | Wynik | Drużyna 2            | Sety                              |
| ---------- | -------------------- | ----- | -------------------- | --------------------------------- |
| 21.03.2015 | MKS Banimex Będzin   | 3:2   | Cerrad Czarni Radom  | 26:24, 25:19, 23:25, 20:25, 15:11 |
| 28.03.2015 | Cerrad Czarni Radom  | 3:1   | MKS Banimex Będzin   | 21:25, 25:17, 25:15, 25:20        |
|            |                      |       |                      |                                   |
| 22.03.2015 | Effector Kielce      | 2:3   | Indykpol AZS Olsztyn | 21:25, 25:23, 25:19, 19:25, 11:15 |
| 28.03.2015 | Indykpol AZS Olsztyn | 3:1   | Effector Kielce      | 25:23, 25:21, 22:25, 25:20        |

Mecz o 9. miejsce
| Data       | Drużyna 1            | Wynik | Drużyna 2            | Sety                       |
| ---------- | -------------------- | ----- | -------------------- | -------------------------- |
| 11.04.2015 | Indykpol AZS Olsztyn | 1:3   | Cerrad Czarni Radom  | 19:25, 22:25, 25:23, 25:27 |
| 17.04.2015 | Cerrad Czarni Radom  | 3:0   | Indykpol AZS Olsztyn | 25:21, 25:19, 25:12        |

Mecz o 11. miejsce
| Data       | Drużyna 1          | Wynik | Drużyna 2          | Sety                       |
| ---------- | ------------------ | ----- | ------------------ | -------------------------- |
| 12.04.2015 | MKS Banimex Będzin | 3:0   | Effector Kielce    | 25:21, 25:20, 25:23        |
| 16.04.2015 | Effector Kielce    | 1:3   | MKS Banimex Będzin | 19:25, 28:26, 19:25, 24:26 |

##### Mecz o 13. miejsce
(dwumecz)
| Data       | Drużyna 1          | Wynik | Drużyna 2          | Sety                         |
| ---------- | ------------------ | ----- | ------------------ | ---------------------------- |
| 13.03.2015 | AZS Częstochowa    | 1:3   | BBTS Bielsko-Biała | 18:25, 25:18, 19:25, 23:25   |
| 22.03.2015 | BBTS Bielsko-Biała | 0:3   | AZS Częstochowa    | 21:25, 16:25, 19:25, (15:11) |

## Klasyfikacja
| Lp. | Drużyna                     |
| --- | --------------------------- |
| 1   | Asseco Resovia Rzeszów      |
| 2   | Trefl Gdańsk                |
| 3   | PGE Skra Bełchatów          |
| 4   | Jastrzębski Węgiel          |
| 5   | Transfer Bydgoszcz          |
| 6   | ZAKSA Kędzierzyn-Koźle      |
| 7   | Cuprum Lubin                |
| 8   | AZS Politechnika Warszawska |
| 9   | Cerrad Czarni Radom         |
| 10  | Indykpol AZS Olsztyn        |
| 11  | MKS Banimex Będzin          |
| 12  | Effector Kielce             |
| 13  | BBTS Bielsko-Biała          |
| 14  | AZS Częstochowa             |

     Liga Mistrzów 2015/2016
     Puchar CEV 2015/2016
     Puchar Challenge 2015/2016

## Składy drużyn
| PGE Skra Bełchatów | PGE Skra Bełchatów   | PGE Skra Bełchatów | PGE Skra Bełchatów | PGE Skra Bełchatów |
| Nr                 | Imię i nazwisko      | Data ur.           | Wzrost             | Pozycja            |
| ------------------ | -------------------- | ------------------ | ------------------ | ------------------ |
| 1                  | Srećko Lisinac       | 1992               | 205                | środkowy           |
| 2                  | Mariusz Wlazły       | 1983               | 194                | atakujący          |
| 6                  | Karol Kłos           | 1989               | 201                | środkowy           |
| 7                  | Facundo Conte        | 1989               | 197                | przyjmujący        |
| 8                  | Andrzej Wrona        | 1988               | 206                | środkowy           |
| 9                  | Maciej Muzaj         | 1994               | 207                | atakujący          |
| 10                 | Nicolás Uriarte      | 1990               | 189                | rozgrywający       |
| 11                 | Piotr Badura         | 1995               | 206                | środkowy           |
| 12                 | Wojciech Włodarczyk  | 1990               | 200                | przyjmujący        |
| 13                 | Michał Winiarski     | 1983               | 200                | przyjmujący        |
| 15                 | Aleksa Brđović       | 1993               | 204                | rozgrywający       |
| 18                 | Dawid Konieczny      | 1994               | 197                | przyjmujący        |
| 17                 | Ferdinand Tille      | 1988               | 185                | libero             |
| 16                 | Kacper Piechocki     | 1994               | 184                | libero             |
| 18                 | Nicolas Maréchal     | 1987               | 198                | przyjmujący        |
|                    | Miguel Ángel Falasca | Trener             | Trener             | Trener             |
|                    | Fabio Storti         | Asystent trenera   | Asystent trenera   | Asystent trenera   |

| Asseco Resovia Rzeszów | Asseco Resovia Rzeszów | Asseco Resovia Rzeszów | Asseco Resovia Rzeszów | Asseco Resovia Rzeszów |
| Nr                     | Imię i nazwisko        | Data ur.               | Wzrost                 | Pozycja                |
| ---------------------- | ---------------------- | ---------------------- | ---------------------- | ---------------------- |
| 1                      | Łukasz Kozub           | 03.11.1997             | 188                    | rozgrywający           |
| 2                      | Paul Lotman            | 03.11.1985             | 200                    | przyjmujący            |
| 3                      | Michał Żurek           | 03.06.1988             | 182                    | libero                 |
| 4                      | Piotr Nowakowski       | 18.12.1987             | 205                    | środkowy               |
| 5                      | Lukas Tichacek         | 12.01.1982             | 193                    | rozgrywający           |
| 6                      | Dawid Konarski         | 31.08.1989             | 198                    | atakujący              |
| 7                      | Olieg Achrem           | 12.03.1983             | 195                    | przyjmujący            |
| 8                      | Marko Ivović           | 22.12.1990             | 194                    | przyjmujący            |
| 10                     | Jochen Schöps          | 08.10.1983             | 204                    | atakujący              |
| 11                     | Fabian Drzyzga         | 03.01.1990             | 196                    | rozgrywający           |
| 12                     | Łukasz Perłowski       | 03.04.1984             | 203                    | środkowy               |
| 13                     | Dominik Depowski       | 27.10.1995             | 203                    | przyjmujący            |
| 14                     | Rafał Buszek           | 28.04.1987             | 195                    | przyjmujący            |
| 15                     | Russell Holmes         | 01.07.1982             | 205                    | środkowy               |
| 16                     | Krzysztof Ignaczak     | 15.05.1978             | 188                    | libero                 |
| 17                     | Nikołaj Penczew        | 22.05.1992             | 196                    | przyjmujący            |
| 18                     | Dawid Dryja            | 21.07.1992             | 201                    | środkowy               |
|                        | Andrzej Kowal          | Trener                 | Trener                 | Trener                 |
|                        | Marcin Ogonowski       | Asystent trenera       | Asystent trenera       | Asystent trenera       |

| Jastrzębski Węgiel | Jastrzębski Węgiel                         | Jastrzębski Węgiel | Jastrzębski Węgiel | Jastrzębski Węgiel |
| Nr                 | Imię i nazwisko                            | Data ur.           | Wzrost             | Pozycja            |
| ------------------ | ------------------------------------------ | ------------------ | ------------------ | ------------------ |
| 1                  | Michał Łasko                               | 11.03.1981         | 202                | atakujący          |
| 2                  | Krzysztof Gierczyński                      | 23.01.1976         | 193                | przyjmujący        |
| 3                  | Jakub Popiwczak                            | 16.04.1996         | 180                | libero             |
| 4                  | Denis Kaliberda                            | 24.06.1990         | 193                | przyjmujący        |
| 5                  | Alen Pajenk                                | 23.04.1986         | 203                | środkowy           |
| 6                  | Mateusz Malinowski                         | 06.05.1992         | 197                | atakujący          |
| 7                  | Michal Masný                               | 14.08.1979         | 182                | rozgrywający       |
| 8                  | Mateusz Kańczok                            | 03.06.1993         | 204                | środkowy           |
| 9                  | Patryk Czarnowski                          | 01.11.1985         | 202                | środkowy           |
| 10                 | Grzegorz Kosok                             | 02.03.1986         | 206                | środkowy           |
| 11                 | Zbigniew Bartman                           | 04.05.1987         | 198                | przyjmujący        |
| 12                 | Konrad Formela                             | 08.03.1995         | 194                | przyjmujący        |
| 14                 | Guillaume Quesque (w klubie od 19.12.2014) | 29.04.1989         | 203                | przyjmujący        |
| 15                 | Dimitris Filipov                           | 04.12.1990         | 198                | rozgrywający       |
| 16                 | Łukasz Wysocki                             | 12.01.1996         | 198                | środkowy           |
| 17                 | Radosław Gil                               | 25.01.1997         | 191                | rozgrywający       |
| 18                 | Damian Wojtaszek                           | 07.09.1988         | 180                | libero             |
|                    | Roberto Piazza                             | Trener             | Trener             | Trener             |
|                    | Leszek Dejewski                            | Asystent trenera   | Asystent trenera   | Asystent trenera   |

| ZAKSA Kędzierzyn-Koźle | ZAKSA Kędzierzyn-Koźle             | ZAKSA Kędzierzyn-Koźle | ZAKSA Kędzierzyn-Koźle | ZAKSA Kędzierzyn-Koźle |
| Nr                     | Imię i nazwisko                    | Data ur.               | Wzrost                 | Pozycja                |
| ---------------------- | ---------------------------------- | ---------------------- | ---------------------- | ---------------------- |
| 1                      | Paweł Zatorski                     | 21.06.1990             | 184                    | libero                 |
| 2                      | Nimir Abdel-Aziz                   | 05.05.1992             | 201                    | rozgrywający           |
| 3                      | Dominik Witczak                    | 02.01.1983             | 196                    | atakujący              |
| 4                      | Krzysztof Rejno                    | 20.02.1993             | 203                    | środkowy               |
| 5                      | Paweł Zagumny                      | 18.10.1977             | 200                    | rozgrywający           |
| 6                      | Krzysztof Zapłacki                 | 08.08.1993             | 196                    | przyjmujący            |
| 7                      | Lucas Lóh                          | 18.01.1991             | 196                    | przyjmujący            |
| 8                      | Jurij Gladyr                       | 08.07.1984             | 203                    | środkowy               |
| 9                      | Łukasz Wiśniewski                  | 03.02.1989             | 199                    | środkowy               |
| 10                     | Kay van Dijk                       | 25.06.1984             | 212                    | atakujący              |
| 11                     | Dick Kooy                          | 03.12.1987             | 202                    | przyjmujący            |
| 12                     | Grzegorz Bociek (zawiesił karierę) | 06.06.1991             | 207                    | atakujący              |
| 14                     | Paweł Gryc                         | 09.01.1996             | 207                    | przyjmujący            |
| 16                     | Michał Ruciak                      | 22.08.1983             | 190                    | przyjmujący            |
|                        | Sebastian Świderski                | Trener                 | Trener                 | Trener                 |
|                        | Oskar Kaczmarczyk                  | Asystent trenera       | Asystent trenera       | Asystent trenera       |

| Indykpol AZS Olsztyn | Indykpol AZS Olsztyn                  | Indykpol AZS Olsztyn | Indykpol AZS Olsztyn | Indykpol AZS Olsztyn |
| Nr                   | Imię i nazwisko                       | Data ur.             | Wzrost               | Pozycja              |
| -------------------- | ------------------------------------- | -------------------- | -------------------- | -------------------- |
| 1                    | Maciej Dobrowolski (kap.)             | 19.03.1977           | 190                  | rozgrywający         |
| 2                    | Krzysztof Gulak                       | 29.08.1996           | 196                  | przyjmujący          |
| 5                    | Jakub Bik                             | 17.02.1992           | 183                  | libero               |
| 7                    | Bartosz Bednorz                       | 25.07.1994           | 201                  | przyjmujący          |
| 8                    | Miłosz Zniszczoł                      | 02.07.1986           | 199                  | środkowy             |
| 9                    | Paweł Adamajtis                       | 30.08.1990           | 198                  | atakujący            |
| 10                   | Grzegorz Szymański                    | 12.07.1978           | 202                  | atakujący            |
| 11                   | Maciej Zajder                         | 31.01.1988           | 202                  | środkowy             |
| 13                   | Piotr Łuka                            | 09.06.1980           | 191                  | przyjmujący          |
| 14                   | Michał Potera                         | 06.03.1988           | 183                  | libero               |
| 15                   | Juraj Zaťko                           | 05.06.1987           | 192                  | rozgrywający         |
| 16                   | Piotr Hain                            | 26.02.1991           | 207                  | środkowy             |
| 17                   | František Ogurčák                     | 24.04.1984           | 198                  | przyjmujący          |
| 18                   | Lévi Alves Cabral                     | 16.05.1989           | 198                  | przyjmujący          |
|                      | Krzysztof Stelmach (do 29.12.2014 r.) | Trener               | Trener               | Trener               |
|                      | Andrea Gardini (od 22.12.2014 r.)     | Trener               | Trener               | Trener               |
|                      | Wojciech Janas                        | Asystent trenera     | Asystent trenera     | Asystent trenera     |

| AZS Politechnika Warszawska | AZS Politechnika Warszawska | AZS Politechnika Warszawska | AZS Politechnika Warszawska | AZS Politechnika Warszawska |
| Nr                          | Imię i nazwisko             | Data ur.                    | Wzrost                      | Pozycja                     |
| --------------------------- | --------------------------- | --------------------------- | --------------------------- | --------------------------- |
| 2                           | Maciej Olenderek            | 16.10.1992                  | 178                         | libero                      |
| 3                           | Patryk Strzeżek             | 19.11.1989                  | 203                         | atakujący                   |
| 4                           | Jakub Radomski              | 16.03.1988                  | 203                         | przyjmujący                 |
| 5                           | Piotr Lipiński              | 04.01.1979                  | 195                         | rozgrywający                |
| 7                           | Bartłomiej Lemański         | 19.03.1996                  | 215                         | środkowy                    |
| 8                           | Waldemar Świrydowicz        | 18.12.1986                  | 207                         | środkowy                    |
| 9                           | Krzysztof Bieńkowski        | 19.06.1995                  | 195                         | rozgrywający                |
| 10                          | Michał Filip                | 31.08.1994                  | 195                         | przyjmujący                 |
| 11                          | Aleksander Śliwka           | 24.05.1995                  | 202                         | przyjmujący                 |
| 12                          | Artur Szalpuk               | 20.03.1995                  | 202                         | przyjmujący                 |
| 16                          | Paweł Mikołajczak           | 20.06.1988                  | 196                         | atakujący                   |
| 17                          | Mateusz Sacharewicz         | 23.10.1989                  | 198                         | środkowy                    |
|                             | Jakub Bednaruk              | Trener                      | Trener                      | Trener                      |
|                             | Konrad Cop                  | Asystent trenera            | Asystent trenera            | Asystent trenera            |

| Cerrad Czarni Radom | Cerrad Czarni Radom  | Cerrad Czarni Radom | Cerrad Czarni Radom | Cerrad Czarni Radom |
| Nr                  | Imię i nazwisko      | Data ur.            | Wzrost              | Pozycja             |
| ------------------- | -------------------- | ------------------- | ------------------- | ------------------- |
| 1                   | Bartłomiej Bołądź    | 1994                | 203                 | atakujący           |
| 2                   | Michał Ostrowski     | 1990                | 203                 | środkowy            |
| 3                   | Igor Grobelny        | 1993                | 193                 | przyjmujący         |
| 4                   | Daniel Pliński       | 1978                | 204                 | środkowy            |
| 5                   | Bartłomiej Grzechnik | 1993                | 200                 | środkowy            |
| 6                   | Wojciech Żaliński    | 1988                | 195                 | przyjmujący         |
| 7                   | Jakub Wachnik        | 1993                | 202                 | przyjmujący         |
| 8                   | Dirk Westphal        | 1984                | 203                 | przyjmujący         |
| 9                   | Adam Kowalski        | 1994                | 180                 | libero              |
| 10                  | Lukas Kampa          | 1986                | 195                 | rozgrywający        |
| 12                  | Jacek Ratajczak      | 1986                | 215                 | środkowy            |
| 13                  | Michał Kędzierski    | 1994                | 194                 | rozgrywający        |
| 14                  | Kamil Gutkowski      | 1986                | 195                 | przyjmujący         |
| 15                  | Mikko Oivanen        | 1986                | 198                 | atakujący           |
|                     | Robert Prygiel       | Trener              | Trener              | Trener              |
|                     | Wojciech Stępień     | Asystent trenera    | Asystent trenera    | Asystent trenera    |

| Effector Kielce | Effector Kielce                            | Effector Kielce  | Effector Kielce  | Effector Kielce  |
| Nr              | Imię i nazwisko                            | Data ur.         | Wzrost           | Pozycja          |
| --------------- | ------------------------------------------ | ---------------- | ---------------- | ---------------- |
| 1               | Sławomir Jungiewicz                        | 21.06.1989       | 195              | atakujący        |
| 2               | Bartosz Sufa                               | 11.08.1987       | 186              | libero           |
| 3               | Mariusz Wacek                              | 03.02.1995       | 200              | środkowy         |
| 4               | Bartosz Kaczmarek                          | 17.01.1991       | 183              | libero           |
| 5               | Arvydas Mišeikis (w klubie od 24.10.2014)  | 17.09.1987       | 200              | atakujący        |
| 6               | Jędrzej Maćkowiak                          | 17.10.1992       | 198              | środkowy         |
| 7               | Marcin Janusz                              | 31.07.1994       | 196              | rozgrywający     |
| 8               | Adrian Staszewski                          | 31.05.1990       | 197              | przyjmujący      |
| 10              | Humberto Machacon (w klubie od 20.12.2014) | 05.10.1998       | 196              | przyjmujący      |
| 11              | Andreas Takvam                             | 04.06.1993       | 202              | środkowy         |
| 13              | Adrian Buchowski                           | 30.09.1991       | 197              | przyjmujący      |
| 14              | Grzegorz Pająk                             | 01.01.1987       | 196              | rozgrywający     |
| 15              | Mateusz Bieniek                            | 05.04.1994       | 210              | środkowy         |
| 16              | Rozalin Penczew                            | 11.12.1994       | 197              | przyjmujący      |
| 17              | Bartosz Krzysiek                           | 19.02.1990       | 208              | atakujący        |
| 19              | Bartosz Dzierżyński                        | 13.11.1996       | 185              | libero           |
| 20              | Adam Sobota                                | 29.02.1996       | 193              | przyjmujący      |
|                 | Dariusz Daszkiewicz                        | Trener           | Trener           | Trener           |
|                 | Mateusz Grabda                             | Asystent trenera | Asystent trenera | Asystent trenera |

| Transfer Bydgoszcz | Transfer Bydgoszcz  | Transfer Bydgoszcz | Transfer Bydgoszcz | Transfer Bydgoszcz |
| Nr                 | Imię i nazwisko     | Data ur.           | Wzrost             | Pozycja            |
| ------------------ | ------------------- | ------------------ | ------------------ | ------------------ |
| 1                  | Jan Nowakowski      | 17.05.1994         | 202                | środkowy           |
| 2                  | Steven Marshall     | 23.11.1989         | 189                | przyjmujący        |
| 4                  | Wojciech Jurkiewicz | 21.06.1977         | 205                | środkowy           |
| 5                  | Justin Duff         | 10.05.1988         | 202                | środkowy           |
| 6                  | Jakub Jarosz        | 10.02.1987         | 197                | atakujący          |
| 7                  | Marcin Waliński     | 24.10.1990         | 196                | przyjmujący        |
| 8                  | Konstantin Čupković | 02.01.1987         | 205                | przyjmujący        |
| 9                  | Łukasz Wiese        | 24.03.1993         | 195                | atakujący          |
| 10                 | Paweł Woicki        | 19.06.1983         | 183                | rozgrywający       |
| 14                 | Dawid Gunia         | 01.01.1987         | 203                | środkowy           |
| 15                 | Paweł Stysiał       | 30.01.1997         | 182                | libero             |
| 16                 | Andrew John Nally   | 07.06.1988         | 197                | przyjmujący        |
| 17                 | Nikodem Wolański    | 19.01.1994         | 198                | rozgrywający       |
| 18                 | Tomasz Bonisławski  | 22.01.1991         | 188                | libero             |
|                    | Vital Heynen        | Trener             | Trener             | Trener             |
|                    | Marian Kardas       | Asystent trenera   | Asystent trenera   | Asystent trenera   |

| Lotos Trefl Gdańsk | Lotos Trefl Gdańsk    | Lotos Trefl Gdańsk | Lotos Trefl Gdańsk | Lotos Trefl Gdańsk |
| Nr                 | Imię i nazwisko       | Data ur.           | Wzrost             | Pozycja            |
| ------------------ | --------------------- | ------------------ | ------------------ | ------------------ |
| 1                  | Mikołaj Skotarek      | 06.05.1995         | 197                | przyjmujący        |
| 2                  | Wojciech Grzyb        | 04.01.1981         | 206                | środkowy           |
| 3                  | Piotr Gacek           | 16.09.1978         | 185                | libero             |
| 4                  | Przemysław Stępień    | 07.02.1994         | 185                | rozgrywający       |
| 5                  | Marco Falaschi        | 18.09.1987         | 188                | rozgrywający       |
| 6                  | Moustapha M’Baye      | 18.09.1992         | 198                | środkowy           |
| 7                  | Damian Schulz         | 26.02.1990         | 208                | atakujący          |
| 8                  | Igor Dobiszewski      | 06.03.1995         | 195                | przyjmujący        |
| 9                  | Sebastian Schwarz     | 02.10.1985         | 197                | przyjmujący        |
| 10                 | Bartosz Gawryszewski  | 22.08.1985         | 202                | środkowy           |
| 11                 | Murphy Troy           | 31.05.1989         | 202                | atakujący          |
| 12                 | Artur Ratajczak       | 18.09.1990         | 206                | środkowy           |
| 13                 | Krzysztof Wierzbowski | 18.07.1988         | 197                | przyjmujący        |
| 14                 | Sławomir Stolc        | 23.01.1993         | 198                | przyjmujący        |
| 15                 | Mateusz Mika          | 21.01.1991         | 207                | przyjmujący        |
| 16                 | Jan Tomczak           | 05.09.1995         | 187                | rozgrywający       |
| 17                 | Mateusz Linda         | 09.09.1996         | 196                | atakujący          |
| 18                 | Mateusz Czunkiewicz   | 16.12.1996         | 180                | libero             |
|                    | Andrea Anastasi       | Trener             | Trener             | Trener             |
|                    | Wojciech Serafin      | Asystent trenera   | Asystent trenera   | Asystent trenera   |

| AZS Częstochowa | AZS Częstochowa                           | AZS Częstochowa  | AZS Częstochowa  | AZS Częstochowa  |
| Nr              | Imię i nazwisko                           | Data ur.         | Wzrost           | Pozycja          |
| --------------- | ----------------------------------------- | ---------------- | ---------------- | ---------------- |
| 2               | Mariusz Marcyniak                         | 05.03.1992       | 206              | środkowy         |
| 3               | Miguel Ángel de Amo                       | 16.09.1985       | 185              | rozgrywający     |
| 4               | Damian Zygmunt                            | 04.06.1994       | 197              | środkowy         |
| 5               | Patryk Napiórkowski                       | 13.12.1995       | 201              | atakujący        |
| 6               | Rafał Szymura                             | 29.08.1995       | 196              | przyjmujący      |
| 7               | Michał Kaczyński                          | 06.02.1993       | 200              | atakujący        |
| 8               | Bartosz Janeczek                          | 12.07.1987       | 198              | atakujący        |
| 9               | Jakub Macyra                              | 22.07.1995       | 202              | środkowy         |
| 10              | Guillaume Samica (w klubie od 15.12.2014) | 28.09.1981       | 197              | przyjmujący      |
| 11              | Mateusz Przybyła                          | 12.04.1991       | 208              | środkowy         |
| 13              | Konrad Buczek                             | 17.02.1994       | 190              | rozgrywający     |
| 14              | Aleksander Niczke                         | 22.09.1996       | 190              | libero           |
| 15              | Maksim Khilko                             | 21.02.1987       | 197              | przyjmujący      |
| 16              | Adrian Stańczak                           | 17.02.1987       | 185              | libero           |
| 18              | Artur Udrys                               | 21.05.1990       | 208              | środkowy         |
|                 | Marek Kardoš (do 29.12.2014 r.)           | Trener           | Trener           | Trener           |
|                 | Michał Bąkiewicz (od 29.12.2014 r.)       | Trener           | Trener           | Trener           |
|                 | Ryszard Bosek                             | Asystent trenera | Asystent trenera | Asystent trenera |

| BBTS Bielsko-Biała | BBTS Bielsko-Biała   | BBTS Bielsko-Biała | BBTS Bielsko-Biała | BBTS Bielsko-Biała |
| Nr                 | Imię i nazwisko      | Data ur.           | Wzrost             | Pozycja            |
| ------------------ | -------------------- | ------------------ | ------------------ | ------------------ |
| 1                  | Dominik Miarka       | 01.02.1994         | 195                | przyjmujący        |
| 2                  | Łukasz Polański      | 29.01.1989         | 205                | środkowy           |
| 3                  | Michał Błoński       | 24.03.1987         | 188                | przyjmujący        |
| 4                  | Wojciech Siek        | 10.05.1994         | 205                | środkowy           |
| 5                  | Wojciech Ferens      | 05.04.1991         | 194                | przyjmujący        |
| 6                  | Bartłomiej Neroj     | 22.11.1984         | 200                | rozgrywający       |
| 7                  | Grzegorz Pilarz      | 12.02.1980         | 188                | rozgrywający       |
| 8                  | Bartosz Bućko        | 06.01.1995         | 195                | przyjmujący        |
| 9                  | Jose Luiz González   | 27.12.1984         | 206                | atakujący          |
| 10                 | Bartosz Buniak       | 08.10.1985         | 205                | środkowy           |
| 11                 | Wojciech Sobala      | 12.05.1988         | 208                | środkowy           |
| 12                 | Michał Pacławski     | 17.02.1994         | 202                | atakujący          |
| 13                 | Przemysław Czauderna | 21.05.1992         | 184                | libero             |
| 14                 | Marcin Bachmatiuk    | 17.05.1992         | 205                | środkowy           |
| 16                 | Serhij Kapełuś       | 22.10.1982         | 192                | przyjmujący        |
| 17                 | Michał Dębiec        | 29.03.1984         | 183                | libero             |
| 18                 | Kamil Kwasowski      | 13.09.1990         | 199                | rozgrywający       |
|                    | Piotr Gruszka        | Trener             | Trener             | Trener             |
|                    | Mateusz Mielnik      | Asystent trenera   | Asystent trenera   | Asystent trenera   |

| Cuprum Lubin | Cuprum Lubin        | Cuprum Lubin     | Cuprum Lubin     | Cuprum Lubin     |
| Nr           | Imię i nazwisko     | Data ur.         | Wzrost           | Pozycja          |
| ------------ | ------------------- | ---------------- | ---------------- | ---------------- |
| 1            | Łukasz Łapszyński   | 23.09.1993       | 195              | przyjmujący      |
| 3            | Ivan Borovnjak      | 04.07.1989       | 200              | przyjmujący      |
| 4            | Jeroen Trommel      | 01.08.1980       | 194              | przyjmujący      |
| 5            | Adam Michalski      | 24.12.1988       | 201              | środkowy         |
| 6            | Paweł Rusek         | 21.01.1983       | 183              | libero           |
| 7            | Maciej Gorzkiewicz  | 16.02.1984       | 192              | rozgrywający     |
| 9            | Dmitro Pashytskyy   | 29.11.1987       | 205              | środkowy         |
| 10           | Marcel Gromadowski  | 19.12.1985       | 202              | atakujący        |
| 11           | Łukasz Kadziewicz   | 20.09.1980       | 206              | środkowy         |
| 13           | Szymon Romać        | 01.10.1992       | 196              | przyjmujący      |
| 14           | Paweł Siezieniewski | 27.12.1982       | 199              | przyjmujący      |
| 17           | Marcin Kryś         | 15.01.1983       | 192              | libero           |
| 18           | Grzegorz Łomacz     | 01.10.1987       | 187              | rozgrywający     |
|              | Gheorghe Cretu      | Trener           | Trener           | Trener           |
|              | Paweł Szabelski     | Asystent trenera | Asystent trenera | Asystent trenera |

| MKS Banimex Będzin | MKS Banimex Będzin                  | MKS Banimex Będzin | MKS Banimex Będzin | MKS Banimex Będzin |
| Nr                 | Imię i nazwisko                     | Data ur.           | Wzrost             | Pozycja            |
| ------------------ | ----------------------------------- | ------------------ | ------------------ | ------------------ |
| 1                  | Tomasz Kowalski                     | 12.06.1991         | 203                | rozgrywający       |
| 2                  | Miłosz Hebda                        | 11.03.1991         | 208                | przyjmujący        |
| 3                  | Mikołaj Sarnecki                    | 29.07.1987         | 201                | atakujący          |
| 4                  | Maciej Pawliński                    | 02.02.1983         | 193                | przyjmujący        |
| 7                  | Mariusz Gaca                        | 20.01.1984         | 201                | środkowy           |
| 8                  | Jakub Oczko                         | 27.12.1981         | 193                | rozgrywający       |
| 9                  | Sebastian Warda                     | 18.01.1989         | 205                | środkowy           |
| 10                 | Adrian Hunek                        | 28.10.1985         | 202                | środkowy           |
| 13                 | Michał Żuk                          | 04.07.1985         | 196                | przyjmujący        |
| 14                 | Grzegorz Wójtowicz                  | 26.06.1989         | 191                | przyjmujący        |
| 16                 | Marcin Mierzejewski                 | 04.01.1982         | 182                | libero             |
| 17                 | Tomasz Tomczyk                      | 24.05.1986         | 202                | atakujący          |
| 18                 | Robert Milczarek                    | 28.11.1983         | 188                | przyjmujący/libero |
|                    | Damian Dacewicz (do 31.12.2014 r.)  | Trener             | Trener             | Trener             |
|                    | Roberto Santilli (od 31.12.2014 r.) | Trener             | Trener             | Trener             |
|                    | Andrzej Stelmach                    | Asystent trenera   | Asystent trenera   | Asystent trenera   |

## Transfery
| PGE Skra Bełchatów | PGE Skra Bełchatów |
| Przychodzą | Odchodzą |
| --- | --- |
| - Piotr Badura (SMS PZPS Spała I liga) - Srećko Lisinac (SCC Berlin) - Nicolas Maréchal (Jastrzębski Węgiel) - Kacper Piechocki (AZS Częstochowa) - Ferdinand Tille (Generali Haching) - Michał Winiarski (Fakieł Nowy Urengoj) | - Stéphane Antiga (został trenerem reprezentacji Polski) - Jędrzej Maćkowiak (Effector Kielce) - Łukasz Pietrzak (Effector Kielce) - Daniel Pliński (Czarni Radom) - Samuel Tuia (Galatasaray FXTCR) - Paweł Zatorski (ZAKSA Kędzierzyn-Koźle) |

| Asseco Resovia Rzeszów | Asseco Resovia Rzeszów |
| Przychodzą | Odchodzą |
| --- | --- |
| - Rafał Buszek (Indykpol AZS Olsztyn) - Dawid Dryja (Effector Kielce) - Marko Ivović (Paris Volley) - Michał Żurek (Indykpol AZS Olsztyn) - Russell Holmes (Büyükşehir Belediyesi Stambuł) | - Wojciech Grzyb (Trefl Gdańsk) - Grzegorz Kosok (Jastrzębski Węgiel) - Mateusz Masłowski (SMS PZPS Spała I liga) - Péter Veres (Al Rayyan) |

| Jastrzębski Węgiel | Jastrzębski Węgiel |
| Przychodzą | Odchodzą |
| --- | --- |
| - trener Roberto Piazza (Bre Banca Lannutti Cuneo) - Denis Kaliberda (Copra Elior Piacenza) - Grzegorz Kosok (Asseco Resovia Rzeszów) - Konrad Formela (AT Jastrzębskiego Węgla II liga) - Mateusz Kańczok (MOS Wola Warszawa II liga) - Zbigniew Bartman (Pallavolo Modena) - Guillaume Quesque (Vero Volley Monza) | - trener Lorenzo Bernardi (Halkbank Ankara) - Rob Bontje (SCC Berlin) - Thomas Jarmoc (szuka klubu) - Nicolas Maréchal (Skra Bełchatów) - Simon Van De Voorde (Latina Volley) - Michał Kubiak (Halkbank Ankara) |

| ZAKSA Kędzierzyn-Koźle | ZAKSA Kędzierzyn-Koźle |
| Przychodzą | Odchodzą |
| --- | --- |
| - Nimir Abdel-Aziz (Ziraat Bankası) - Paweł Zatorski (PGE Skra Bełchatów) - Lucas Lóh (Vivo/Minas) - Krzysztof Rejno (Stal AZS PWSZ Nysa) - Kay van Dijk (Jarosławicz) | - Wojciech Ferens (wypożyczenie do BBTS Bielsko-Biała) - Piotr Gacek (Trefl Gdańsk) - Dan Lewis (Rennes Volley 35) - Grzegorz Pilarz (BBTS Bielsko-Biała) - Dustin Schneider (szuka klubu) - Marcin Możdżonek (Halkbank Ankara) |

| Indykpol AZS Olsztyn | Indykpol AZS Olsztyn |
| Przychodzą | Odchodzą |
| --- | --- |
| - Paweł Adamajtis (AZS Politechnika Warszawska) - Bartosz Bednorz (AZS Częstochowa) - Lévi Alves Cabral (Saint-Nazaire VBA) - František Ogurčák (Tonno Callipo Calabria Vibo Valentia) - Michał Potera (AZS Politechnika Warszawska) - Maciej Zajder (Lotos Trefl Gdańsk) - Juraj Zaťko (AZS Politechnika Warszawska) - Miłosz Zniszczoł (Transfer Bydgoszcz) | - Wojciech Sobala (BBTS Bielsko-Biała) - Michał Żurek (Asseco Resovia Rzeszów) - Rafał Buszek (Asseco Resovia Rzeszów) - Pablo Bengolea (UPCN Vóley Club) - Grzegorz Pająk (Effector Kielce) - Bartosz Krzysiek (Effector Kielce) - Matti Oivanen (Hurrikaani Loimaa) - Piotr Łukasik (wypożyczenie do KPS Siedlce I liga) - Patryk Napiórkowski (AZS Częstochowa) - Jakub Macyra (AZS Częstochowa) |

| AZS Politechnika Warszawska | AZS Politechnika Warszawska |
| Przychodzą | Odchodzą |
| --- | --- |
| - Krzysztof Bieńkowski (SMS PZPS Spała I liga) - Bartłomiej Lemański (Metro Warszawa III liga) - Aleksander Śliwka (SMS PZPS Spała I liga) - Paweł Mikołajczak (Trefl Gdańsk) - Patryk Strzeżek (VBC Waremme) - Jakub Radomski (Cerrad Czarni Radom) - Waldemar Świrydowicz (KS Camper Wyszków I liga) - Paweł Halaba (Metro Warszawa III liga) - Piotr Lipiński (Effector Kielce) | - Paweł Adamajtis (Indykpol AZS Olsztyn) - Dawid Gunia (Transfer Bydgoszcz) - Michał Potera (Indykpol AZS Olsztyn) - Juraj Zaťko (Indykpol AZS Olsztyn) - Adrian Radu Gontariu (VfB Friedrichshafen) - Maciej Stępień (kończy karierę) - Przemysław Smoliński (Ślepsk Suwałki I liga) - Maciej Pawliński (MKS Banimex Będzin) |

| Czarni Radom | Czarni Radom |
| Przychodzą | Odchodzą |
| --- | --- |
| - Igor Grobelny (VC Euphony Asse-Lennik) - Lukas Kampa (Casa Modena) - Mikko Oivanen (Vammalan Lentopallo) - Daniel Pliński (PGE Skra Bełchatów) - Wojciech Żaliński (Trefl Gdańsk) - Jacek Ratajczak (VC Euphony Asse-Lennik) | - Wytze Kooistra (Pallavolo Molfetta) - Bartłomiej Neroj (BBTS Bielsko-Biała) - Jozef Piovarči (szuka klubu) - Jakub Radomski (AZS Politechnika Warszawska) - Rafał Faryna (Camper Wyszków I liga) |

| Effector Kielce | Effector Kielce |
| Przychodzą | Odchodzą |
| --- | --- |
| - Łukasz Pietrzak (PGE Skra Bełchatów) - Jędrzej Maćkowiak (PGE Skra Bełchatów) - Marcin Janusz (AZS Częstochowa) - Grzegorz Pająk (Indykpol AZS Olsztyn) - Andreas Takvam (Nyborg VBK) - Rozalin Penczew (Liga Bułgarska) | - Piotr Adamski (szuka klubu) - Dawid Dryja (Asseco Resovia Rzeszów) - Cristian Poglajen (szuka klubu) - Bruno Romanutti (szuka klubu) - Nikodem Wolański (Transfer Bydgoszcz) - Piotr Orczyk (VC Euphony Asse-Lennik) - Piotr Lipiński (AZS Politechnika Warszawska) |

| Transfer Bydgoszcz | Transfer Bydgoszcz |
| Przychodzą | Odchodzą |
| --- | --- |
| - Konstantin Čupković (Sir Safety Perugia) - Justin Duff (Dżakarta Energi) - Dawid Gunia (AZS Politechnika Warszawska) - Jakub Jarosz (Lotos Trefl Gdańsk) - Andrew John Nally (evivo Düren) - Nikodem Wolański (Effector Kielce) | - Carson Clark (Olympiakos SFP) - Bartosz Janeczek (AZS Częstochowa) - Garrett Muagututia (szuka klubu) - Yasser Portuondo (szuka klubu) - Maikel Moreno Salas (szuka klubu) - Tomasz Wieczorek (szuka klubu) - Marcin Wika (szuka klubu) - Miłosz Zniszczoł (Indykpol AZS Olsztyn) |

| Lotos Trefl Gdańsk | Lotos Trefl Gdańsk |
| Przychodzą | Odchodzą |
| --- | --- |
| - trener Andrea Anastasi - Damian Schulz (KPS Siedlce I liga) - Mateusz Mika (Montpellier UC) - Wojciech Grzyb (Asseco Resovia Rzeszów) - Marco Falaschi (Budvanska Rivijera) - Piotr Gacek (ZAKSA Kędzierzyn-Koźle) - Murphy Troy (Saint-Nazaire VBA) - Mateusz Czunkiewicz (Młody Trefl Gdańsk Młoda Liga) - Sebastian Schwarz (Generali Haching) | - trener Radosław Panas (KS Norwid Częstochowa) - Jakub Jarosz (Transfer Bydgoszcz) - Grzegorz Łomacz (Cuprum Mundo Lubin) - Paweł Mikołajczak (AZS Politechnika Warszawska) - Robert Milczarek (MKS Banimex Będzin) - Paweł Rusek (Cuprum Lubin) - Maciej Zajder (Indykpol AZS Olsztyn) - Wojciech Żaliński (Czarni Radom) |

| AZS Częstochowa | AZS Częstochowa |
| Przychodzą | Odchodzą |
| --- | --- |
| - Miguel Ángel de Amo (VK Chemes Humenné) - Mateusz Przybyła (KPS Siedlce I liga) - Rafał Szymura (SMS PZPS Spała I liga) - Michał Bąkiewicz (powrót do gry) - Bartosz Janeczek (Transfer Bydgoszcz) - Patryk Napiórkowski (AZS Częstochowa) - Jakub Macyra (AZS Częstochowa) - Maksim Khilko (Hapoel Jerozolima) - Adrian Stańczak (KS Camper Wyszków) | - Bartosz Bednorz (Indykpol AZS Olsztyn) - Wojciech Kaźmierczak (szuka klubu) - Michał Kozłowski (szuka klubu) - Kacper Piechocki (PGE Skra Bełchatów) - Jakub Veselý (Saint-Nazaire VBA) - Miłosz Hebda (MKS Banimex Będzin) |

| BBTS Bielsko-Biała | BBTS Bielsko-Biała |
| Przychodzą | Odchodzą |
| --- | --- |
| - trener Piotr Gruszka - Grzegorz Pilarz (ZAKSA Kędzierzyn-Koźle) - Łukasz Polański (Effector Kielce) - Bartłomiej Neroj (Czarni Radom) - Wojciech Ferens (wypożyczenie Z ZAKSA Kędzierzyn-Koźle) - Wojciech Sobala (Indykpol AZS Olsztyn) - Serhij Kapełuś (Łokomotyw Charków) | - Tomasz Kalembka (AZS Stal Nysa I liga) - Maciej Fijałek (Victoria Wałbrzych I liga) - Grzegorz Kokociński (szuka klubu) - Martin Vlk (VK Prievidza) - Maksim Akimienka (szuka klubu) - Adam Swaczyna (Effector Kielce) |

| Cuprum Lubin | Cuprum Lubin |
| Przychodzą | Odchodzą |
| --- | --- |
| - trener Gheorghe Cretu (reprezentacja Estonii) - Grzegorz Łomacz (Lotos Trefl Gdańsk) - Paweł Rusek (Trefl Gdańsk) - Jeroen Trommel (Paris Volley) - Marcel Gromadowski (Volley Brolo I liga włoska) - Ivan Borovnjak (Aluminium Al-Mahdi Hormozgan) | - Ondřej Boula (szuka klubu) - Peter Kašper (VK Chemes Humenné) - Krzysztof Antosik (Krispol Września I liga) - Michał Białecki (REN-BUT Złotoryja III liga) - Damian Dykas (szuka klubu) - Maciej Kordysz (Espadon Szczecin I liga) - Marcin Kozar (REN-BUT Złotoryja III liga) |

| MKS Banimex Będzin | MKS Banimex Będzin |
| Przychodzą | Odchodzą |
| --- | --- |
| - trener Roberto Santilli (Andreoli Latina) - Mikołaj Sarnecki (VK Chemes Humenné) - Tomasz Kowalski (KPS Siedlce I liga) - Robert Milczarek (Trefl Gdańsk) - Maciej Pawliński (AZS Politechnika Warszawska) - Miłosz Hebda (AZS Częstochowa) | - Dawid Żłobecki (Młoda liga) - Michał Kocyłowski (Płomień Sosnowiec II liga) - Jan Król (CV Mitteldeutschland) - Mateusz Urbanowicz (Płomień Sosnowiec II liga) - Maciej Wołosz (Espadon Szczecin I liga) |